# Colômbia
Colômbia (em castelhano:  Colombia, pronunciado: [koˈlombja] (escutarⓘ)), oficialmente República da Colômbia (em castelhano: República de Colombiaⓘ), é uma república constitucional do noroeste da América do Sul. A Colômbia faz fronteira a leste com a Venezuela e Brasil; ao sul com o Equador e Peru; para o norte com o Mar do Caribe, ao noroeste com o Panamá; e a oeste com o Oceano Pacífico. A Colômbia também tem fronteiras marítimas com Venezuela, República Dominicana, Haiti, Jamaica, Honduras, Nicarágua, Costa Rica, Panamá e Equador, sendo o único país sul-americano com acesso ao Pacífico e ao Mar do Caribe. Com uma população de mais de 47 milhões de pessoas, a Colômbia tem a 28ª maior população do mundo e a segunda maior da América do Sul, depois do Brasil. A Colômbia é o segundo país mais populoso com a língua espanhola como idioma oficial (depois do México), e tem a segunda maior comunidade de língua espanhola no mundo depois do México.
O país é etnicamente muito diverso e a interação entre os descendentes dos primeiros habitantes indígenas, colonos espanhóis, africanos trazidos como escravos e imigrantes do século XX vindos da Europa e do Oriente Médio produziu um rico patrimônio cultural. Isso também foi influenciado pela geografia bastante variada da Colômbia. A maioria dos centros urbanos estão localizados nos Andes, mas o território colombiano também abrange a floresta amazônica, pastagens tropicais e os litorais do Caribe e do Pacífico. Ecologicamente, a Colômbia é um dos 17 países megadiversos do mundo (os de maior biodiversidade por unidade de área).
O território que é hoje a Colômbia foi originalmente habitado por nações indígenas, como os chibchas, quimbaya e tairona. Os espanhóis chegaram em 1499, iniciaram um período de conquista e colonização que resultou na morte ou na escravização de cerca de 90% da população nativa e, em seguida, criaram o Vice-Reino de Nova Granada (que compreendia os territórios atuais de Colômbia, Venezuela, Equador, Panamá e a região noroeste do Brasil), com sua capital em Bogotá. A independência do domínio espanhol foi conquistada em 1819, mas por volta de 1830 a "Grã Colômbia" se fragmentou com a secessão da Venezuela e do Equador. Os atuais países Colômbia e Panamá emergiram então como a República de Nova Granada. A nova nação experimentou um sistema político federalista durante a Confederação Granadina (1858) e, em seguida, nos Estados Unidos da Colômbia (1863), antes da República da Colômbia ser finalmente declarada em 1886. O Panamá se separou em 1903 sob pressão para cumprir as responsabilidades financeiras para com o governo dos Estados Unidos para a construção do Canal do Panamá.
A Colômbia tem uma longa tradição do governo constitucional. Os partidos Liberal e Conservador, fundados em 1848 e 1849, respectivamente, são dois dos mais antigos sobreviventes partidos políticos nas Américas. No entanto, as tensões entre os dois têm frequentemente acabado em violência, principalmente na Guerra dos Mil Dias (1899–1902) e durante La Violencia, começando em 1948. Desde 1960, as forças do governo, os rebeldes de esquerda e paramilitares de direita têm estado envolvidos nos conflitos armados mais duradouros do continente. Alimentado pelo tráfico de cocaína, o conflito cresceu dramaticamente nos anos 1980. No entanto, na década de 2000, a violência diminuiu significativamente. Muitos grupos paramilitares se desmobilizaram como parte de um controvertido processo de paz com o governo, e os guerrilheiros perderam o controle em muitas áreas onde outrora dominavam. A Colômbia, durante muitos anos, teve uma das maiores taxas de homicídio do mundo, sendo reduzida quase pela metade entre 1993 e 2005. Assassinatos de sindicalistas também foram significativamente reduzidos desde a década de 1990, mas os sindicalistas continuam a ser ameaçados e assassinados, embora em um ritmo inferior ao da população geral. Atualmente, o país é uma média potência permanente com a quarta maior economia da América Latina, embora a desigualdade de renda seja prevalente e a riqueza seja mal distribuída. Em 2014, a Colômbia chegou a um coeficiente de Gini de 0,538. Os números oficiais de 2014 indicam que cerca de 28,5% dos colombianos viviam abaixo da linha da pobreza e cerca de 8,1% em "extrema pobreza".

## Etimologia
A palavra Colômbia é derivada do antropônimo genealógico Colombo, como uma homenagem ao marinheiro genovês Cristóvão Colombo (1451–1506), significando a Terra de Colombo, e foi concebida por Francisco de Miranda para se referir a todo o Novo Mundo, especialmente aos territórios sob domínio espanhol e português.
Em 17 de dezembro de 1819, passaram a pertencer à Grã-Colômbia (isso para evitar confusões com o nome atual do país sul-americano), cujo nome oficial era República da Colômbia, o Vice-Reino da Nova Granada, a Capitania-Geral da Venezuela e a Real Audiência de Quito. Em 1824, a Grã Colômbia faz a reunião da Colômbia (Distrito del Centro), propriamente dita, da Venezuela (Distrito del Norte) e do Equador (Distrito del Sur). A partir daí, a Colômbia teve vários nomes ao longo de sua história: de 1830 até 1858, recebeu o nome de República de Nova Granada, de 1858 até 1863 passou a se chamar de Confederação Granadina, de 1863 até 1886 foi denominada Estados Unidos da Colômbia, e desde 1886, seu atual nome oficial é República da Colômbia.
Os habitantes naturais da Colômbia são denominados colombianos(as), em inglês Colombians, em espanhol e italiano colombiano, em francês colombien e em alemão kolumbianisch.

## História

### Período pré-colombiano

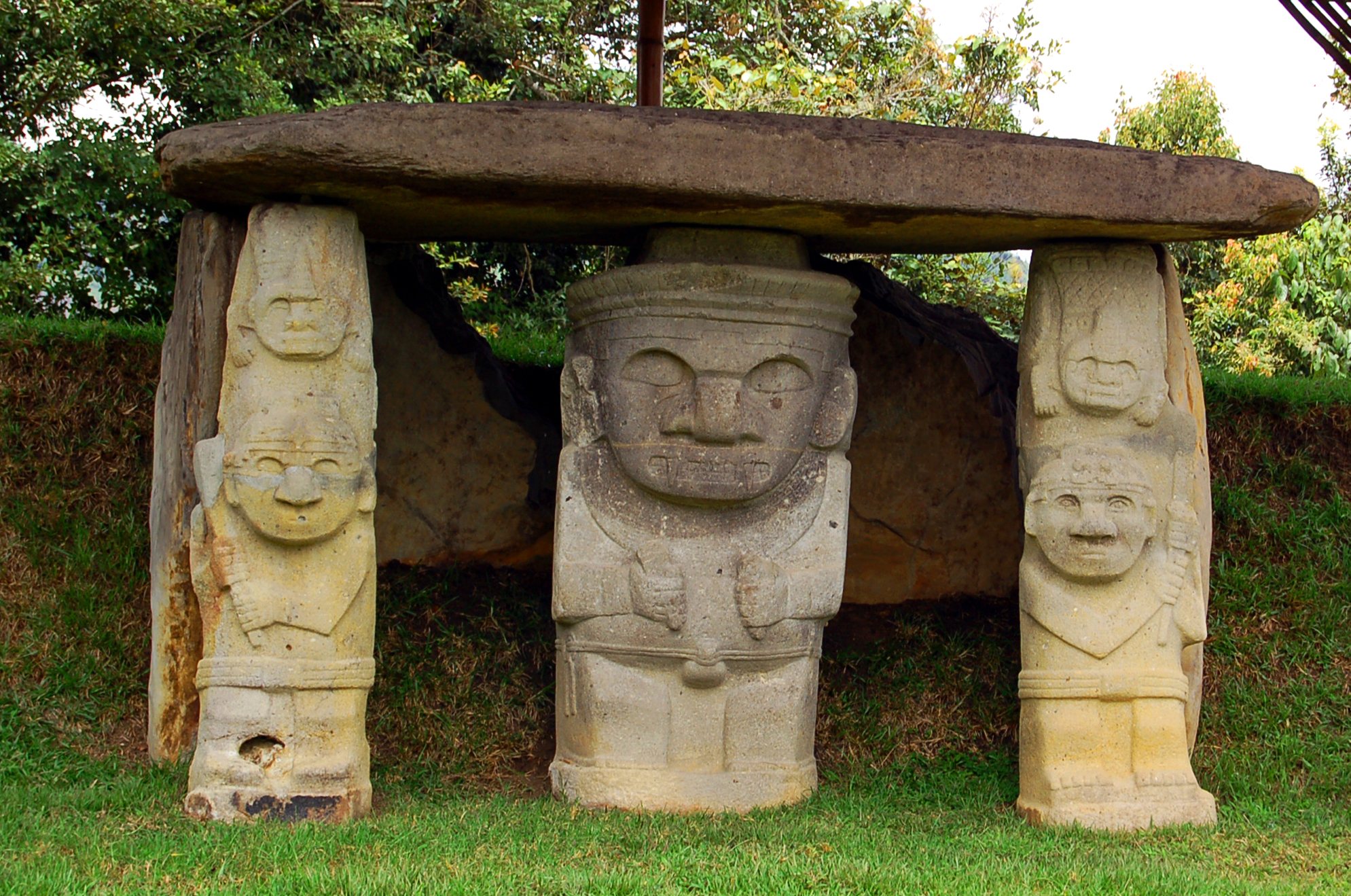
Parque Arqueológico de San Agustín em Huila

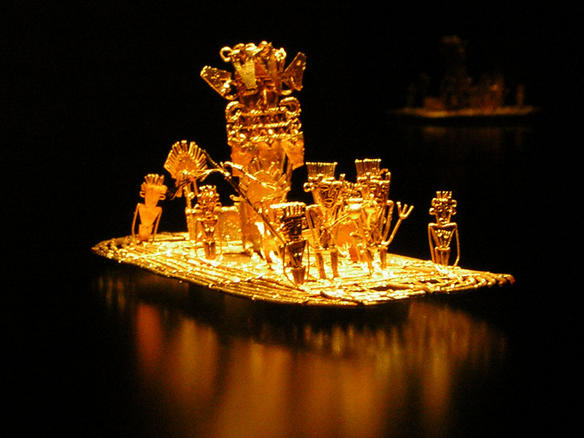
Bote do povo muísca, uma representação da iniciação do novo Zipa no lago de Guatavita, possível fonte da lenda de El Dorado, que atraiu a atenção dos colonizadores portugueses e espanhóis

Existe um consenso que o ser humano chegou às Américas vindo do leste da Sibéria, quando caçadores-coletores asiáticos, ancestrais dos povos ameríndios, chegaram à América do Norte, seja pela travessia da Beríngia ou pela navegação em barcos próximos à costa, e seguiram cada vez mais ao sul, povoando o continente. Também é debatida a data em que o homem chegou à América: a teoria do povoamento tardio, a mais aceita, afirma que foi entre 14 e 18 mil anos atrás; já a do povoamento precoce diz que foi em algum momento entre 30 e 25 000 anos atrás.
Ainda é controversa a data em que os primeiros humanos viveram em território colombiano. Há quem diga que foi há mais ou menos 20 mil anos. A região da Savana de Bogotá já era habitada há cerca de 12 000 anos, conforme dizem vestígios arqueológicos. Com o passar dos milênios, os povos que habitavam a Colômbia foram desenvolvendo a agricultura de gêneros como o milho, feijão e alguns tubérculos, assim se sedentarizando.
Na Colômbia pré-hispânica, existia uma característica em comum entre os povos, exceto os caribes: eles possuíam uma agricultura intensiva, populações densas residindo em aldeias e uma hierarquia social e tiveram seu desenvolvimento comprometido por causa de características geográficas e climáticas.
Antes da conquista espanhola, a maioria da população indígena estava concentrada na região dos Andes, onde estavam os chibchas, que eram a civilização pré-colombiana mais avançada da região. Esse povo nunca chegou a ter uma união sólida. Nas regiões litorâneas da atual Colômbia, habitavam os caribes, que eram povos nômades. Já na região dos Llanos e da Amazônia habitavam os aruaques.

### Período colonial

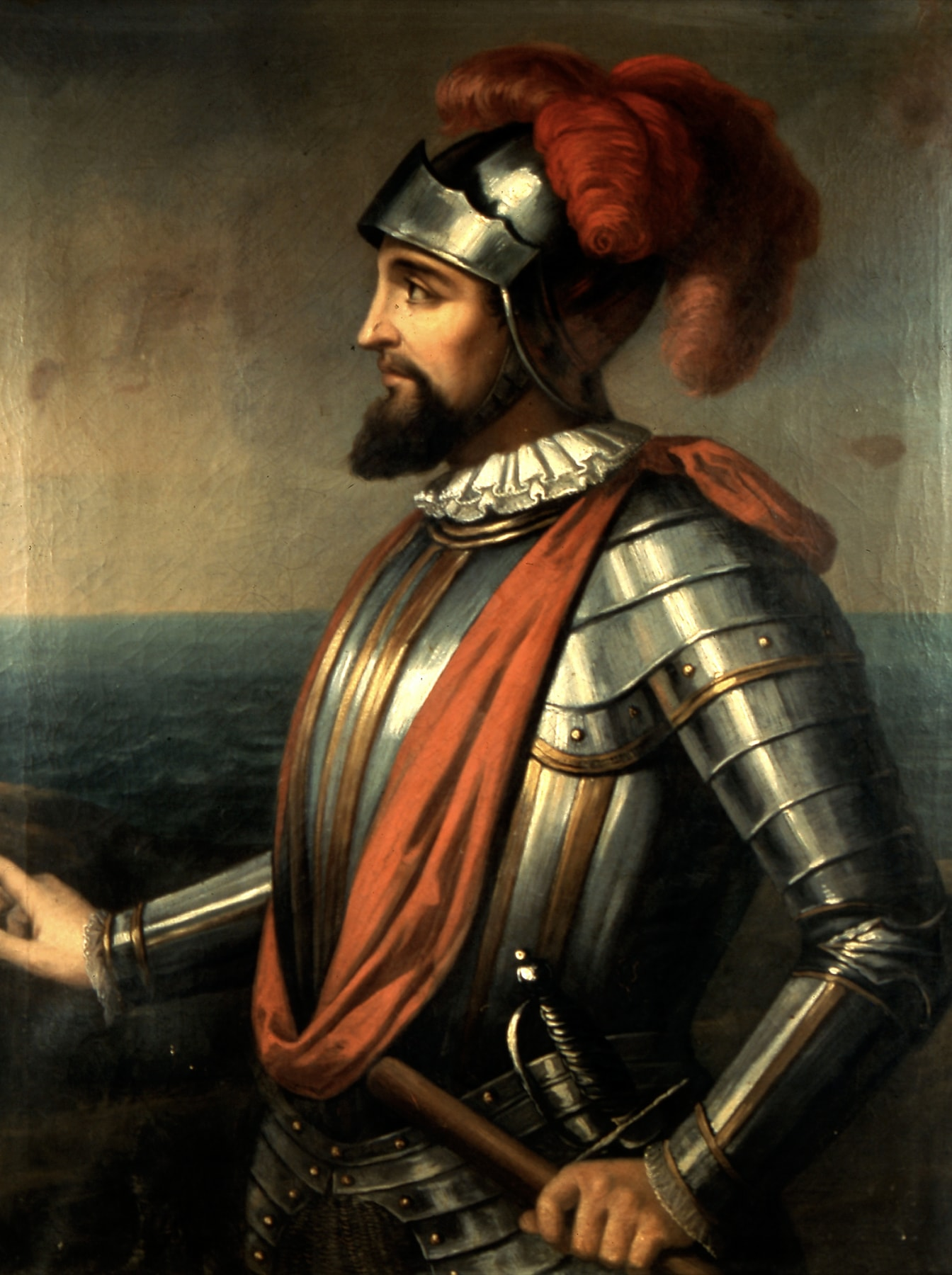
Vasco Núñez de Balboa, fundador de Santa María la Antigua del Darién, o primeiro assentamento europeu estável no continente

No ano de 1499, os espanhóis chegaram pela primeira vez ao que é hoje o território colombiano, com a expedição de Alonso de Ojeda. Entre 1500 e 1501, a expedição de Rodrigo de Bastidas explorou o litoral do atual país. A conquista da Colômbia pelos espanhóis se iniciou em 1525, quando Bastidas fundou Santa Marta. Em 1533, Pedro de Heredia fundou a cidade de Cartagena, que se tornou um dos mais importantes centros comerciais e portos da América Hispânica. Em 1538, Gonzalo Jiménez de Quesada fundou Bogotá. Em meados do século XVI, a conquista do território colombiano já estava completa. A população indígena diminuiu com o passar do tempo, devido às doenças introduzidas pelos colonizadores e à miscigenação com os espanhóis.
A economia colombiana colonial era baseada na agricultura e na mineração. A mão-de-obra utilizada era a indígena, por meio do sistema da encomienda, e a escrava africana, que se tornou comumente utilizada nas áreas de garimpo de Chocó e oeste de Antioquia e nos latifúndios do baixo vale do Magdalena, Valle del Cauca e planícies litorâneas. O Vice-Reino de Nova Granada, que incluía os atuais territórios da Colômbia, Venezuela, Panamá e Equador, foi estabelecido pela primeira vez em 1717 e extinto seis anos depois, mas reestabelecido em 1740.
Nas décadas seguintes, foram adotadas pela Coroa Espanhola as Reformas borbônicas, uma série de medidas econômicas e políticas, com a finalidade para centralizar a autoridade colonial, maior liberdade comercial dentro do Império Espanhol e melhora da comunicação e administração. Com isso, houve um surto de atividade intelectual entre a elite. Em 1781, iniciou-se a Revolta dos Comuneros, um levante popular contra as medidas fiscais espanholas, sendo considerada a precursora dos movimentos de independência locais.

### Independência

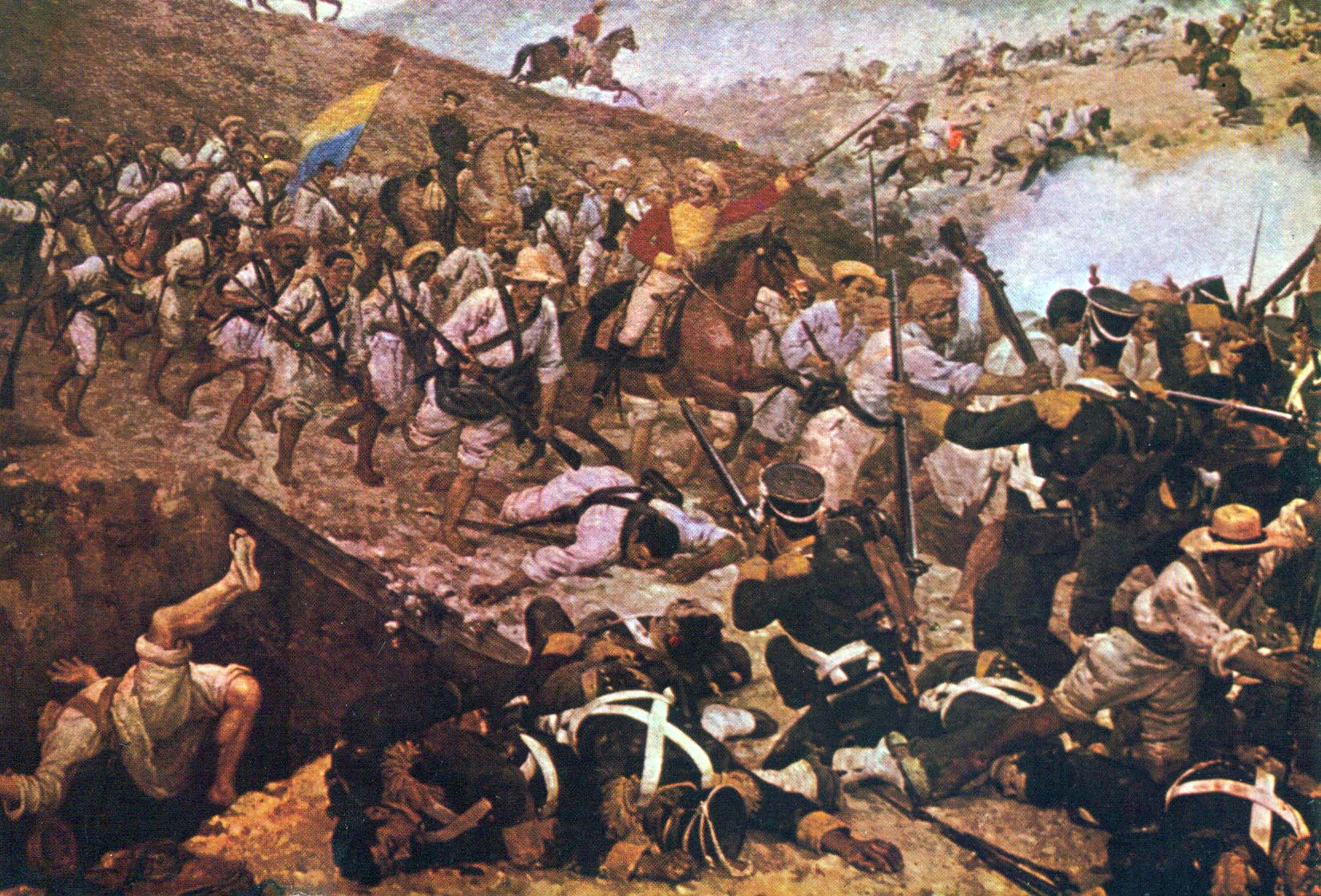
A Batalha de Boyacá foi decisiva no processo de independência do Vice-Reino de Nova Granada

Em 1808, o Império Francês invadiu a Espanha. Esse foi o estopim para a independência na América espanhola. Em 1810, as jurisdições no vice-reino expulsaram seus oficiais espanhóis, exceto nos atuais Panamá e Equador, Santa Marta e Riohacha. A revolta de Bogotá em 20 de julho de 1810 é atualmente comemorada como o Dia da Independência do país. Outras partes da colônia declararam independência até 1811.
Os líderes independentistas brigavam se o novo país seria unitário ou federal, o que levou a uma guerra civil, facilitando a reconquista de Nova Granada pelos espanhóis entre 1814 e 1816. Um dos remanescentes separatistas fugiu para Casanare, onde se reorganizaram sob a liderança do General Francisco de Paula Santander. O movimento separatista perdeu força e os rebeldes em Casanare juntaram-se às forças de Simón Bolívar na Venezuela, que lutavam contra as forças espanholas.

Mapa da Grã-Colômbia no século XIX

Em 1819, foi realizado, em Angostura (atual Ciudad Bolívar, Venezuela) o Congresso de Angostura, com representantes vindos de Casanare e e algumas províncias venezuelanas, no qual foi acordada a criação da Grã-Colômbia, abrangendo todos os territórios do antigo Vice-Reino de Nova Granada. O novo país teve sua organização definitiva no Congresso de Cúcuta (1821) e foi escolhido como presidente Bolívar e vice-presidente Santander.
Também em 1819, as tropas de Bolívar invadiram a Colômbia e derrotaram decisivamente as forças espanholas em 7 de agosto na Batalha de Boyacá. Para a independência, seguiram-se as também decisivas Batalha de Carabobo (1821), na Venezuela, e a Batalha de Pichincha (1822), no Equador. No entanto, o novo país durou pouco tempo, por causa das disputas internas entre federalistas e unionistas. Após vitórias dos primeiros, Venezuela e Equador declararam suas independências em 1830.
O que restou da Grã-Colômbia, os atuais territórios colombiano e panamenho, se tornou a República de Nova Granada, tendo como presidente entre 1832 e 1837 Francisco de Paula Santander. A década de 1830 trouxe alguma prosperidade para Nova Granada, mas uma guerra civil eclodiu em 1840, encerrando o nascente desenvolvimento industrial local e interrompendo o comércio. Alguns anos mais tarde, foram fundados os partidos Liberal e Conservador, cujas disputas marcaram a política colombiana por mais de um século.
No final da década de 1840 e início da década de 1850, os governos no poder adotaram reformas, como o fim da escravidão, eliminação de impostos e monopólios e fim da propriedade comunal das terras indígenas. No entanto, essas reformas tiveram poucos benefícios e ampliaram a concentração fundiária, além de um terço da população ter sido afetada pela erradicação das terras comunais. Conflitos de classes eclodiram, ao mesmo tempo em que antagonismos surgiram na elite, sendo os mais importantes a disputa entre o unitarismo ou federalismo e qual seria o papel da Igreja na sociedade e no governo. Em 1856, foi estabelecida a Confederação Granadina.
Em 1861, o governo revolucionário liderado por Tomás Cipriano de Mosquera expropriou as terras da Igreja e a nova constituição adotada em 1863, após uma guerra civil de dois anos, garantiu a liberdade de culto e estabeleceu os Estados Unidos da Colômbia (1863–1886). Em 1880, os conservadores assumiram o poder, com Rafael Núñez e seus correligionários. Em 1886, foi adotada uma nova constituição, criando a República da Colômbia, unitária, e, nos anos seguintes, os governos normalizaram as relações com o Vaticano e iniciaram alguma industrialização. No entanto, os embates entre conservadores e liberais continuaram, atingindo seu pico na Guerra dos Mil Dias (1899–1903).

### Século XX

Mudanças territoriais desde a independência do país

A Guerra dos Mil Dias, junto com as intenções dos Estados Unidos de construir o Canal do Panamá, levou à separação do Departamento do Panamá e o seu estabelecimento como um Estado soberano. Os Estados Unidos pagaram 25 milhões de dólares para a Colômbia em 1921, sete anos após a conclusão do canal, para reparar o papel do então presidente Theodore Roosevelt na criação do Panamá, e a Colômbia reconheceu o Panamá nos termos do Tratado Thomson-Urrutia.
A partir dos primeiros anos do século XX, o desenvolvimento econômico da Colômbia se acelerou, graças ao cultivo do café, o principal produto de exportação do país. A Grande Depressão fez os preços das comodities colombianas caírem bruscamente, gerando colapso econômico. A situação econômica, aliada ao fato de os governos conservadores usarem os militares para perseguir os sindicatos de produtores de banana e a instabilidade dentro do Partido Conservador, permitiram a chegada dos liberais em 1930, com a eleição de Enrique Olaya Herrera, que governou de 1930 a 1934, pondo fim a 50 anos de hegemonia conservadora.
O governo de Alfonso López Pumarejo (1934–1938) adotou uma série de reformas, sendo a mais importante delas a base da propriedade da terra a ocupação efetiva da mesma, permitindo que milhares de camponeses tivessem posse de terras antes pertencentes a latifúndios que não as utilizavam. Os governos seguintes adotaram uma postura conservadora em relação ao direito à terra, mas em 1961 a pressão social fez com que fosse criado um órgão para a reforma agrária. Na década de 1930, iniciou-se uma rápida industrialização, destacando-se a de têxteis em Medellín, por meio de uma política de substituição de importações.

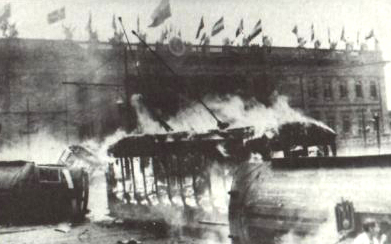
O Bogotazo de 1948

Em 1942, Pumarejo voltou à presidência. No entanto, a conjuntura para o desenvolvimento social do país não era favorável, por causa da Segunda Guerra Mundial. Em 1946, o conservador Mariano Ospina Pérez foi eleito presidente, aproveitando-se da divisão no Partido Liberal, e seu partido iniciou uma série de represálias contra os liberais, sob a alegação de que os governos anteriores do Partido Liberal marginalizaram politicamente os conservadores, assim iniciando um período de violência política, apelidado de La Violencia. O assassinato do liberal Jorge Eliécer Gaitán, em 9 de abril de 1948, iniciou um motim conhecido como Bogotazo. Estima-se que La Violencia tenha matado pelo menos 180 000 colombianos.
Em 1950, o conservador Laureano Gómez foi eleito presidente e em seu governo (1950–1953) tentou implantar uma ditadura totalitária de cunho fascista, intensificando a violência política. Houve reação dos conservadores moderados e liberais e um golpe militar depôs o presidente em 1953, assumindo o General Gustavo Rojas Pinilla, que iniciou os esforços para acabar com La Violencia e estimular a economia. Em 1954, a Convenção Constitucional elegeu Pinilla para mais um período de quatro anos e ele governou por meio de decretos. Embora louvado como paladino da justiça, Rojas Pinilla foi ainda mais autoritário que seu antecessor. Em 1957, Pinilla foi deposto por um golpe de Estado, por causa do seu autoritarismo e uma crise econômica causada pela baixa nos preços do café.

#### Conflitos armados e narcotráfico

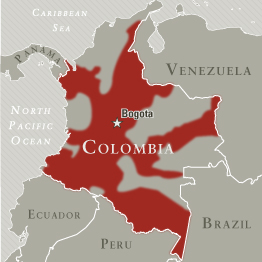
Área de atuação das Forças Armadas Revolucionárias da Colômbia (FARC) no território colombiano até 2016

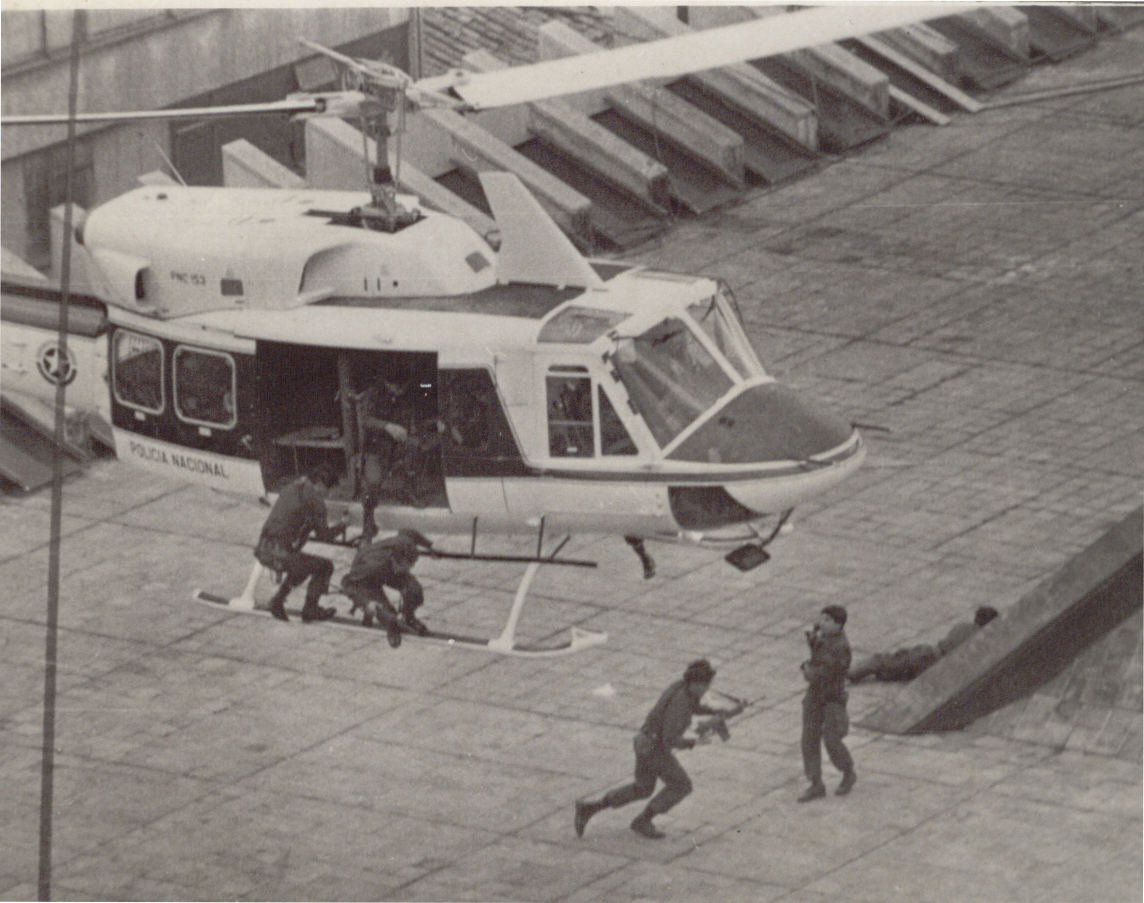
Helicóptero da polícia colombiana posicionando tropas durante o cerco ao Palácio de Justiça em 1985

Em 1957, foi assinado o Pacto de Sitges, por meio do qual foi criada a Frente Nacional, uma coalização de liberais e conservadores, e foi prevista a alternância no poder entre os dois partidos e uma divisão igualitária de cargos no governo. Inicialmente, a declaração vigoraria por 16 anos. Nos anos seguintes, a impossibilidade de romper com esse esquema levou muitas lideranças da oposição a aderir aos grupos guerrilheiros, que operavam no país desde La Violencia e adquiriram definição ideológica marxista nos anos 1960, sob a influência da Revolução Cubana.
Foi decidido, então, que o primeiro presidente após a declaração seria um conservador, mas o partido manteve-se indeciso, então escolheu-se o liberal Alberto Lleras Camargo para ocupar a presidência. No governo de Lleras (1958–1962), a lei de reforma agrária foi aprovada e iniciou-se um planejamento nacional da economia. A Colômbia aderiu à Aliança para o Progresso, uma tentativa dos Estados Unidos de auxiliar economicamente os países latino-americanos, e, com a crise econômica, a dependência econômica colombiana em relação aos estadunidenses ficou cada vez maior.
Em 1962, assumiu a presidência o conservador Guillermo León Valencia, em cujo governo (1962–1966) foram adotadas medidas econômicas extremas, devido à piora da situação econômica, elevando o desemprego e gerando insatisfação contra a Frente Nacional, sobretudo nas cidades. O general Rojas Pinilla foi preso em 1963 sob a acusação de conspirar contra o regime. A crise econômica levou o Congresso a conceder poderes extraordinários a Valencia. A situação continuou a agravar-se no plano político, culminando com a reimplantação do estado de sítio em 1965, após distúrbios estudantis. Além disso, novas guerrilhas marxistas surgiram no governo de Valencia, como o Exército de Libertação Nacional (ELN) em 1964 e as Forças Armadas Revolucionárias da Colômbia (Farc) em 1966.
Em 1966 começou a gestão de Carlos Lleras Restrepo (1966–1970), talvez a mais bem-sucedida da história colombiana. A economia recuperou-se com base num planejamento correto e em reformas políticas essenciais. Ao final de seu governo, a economia apresentava um crescimento anual de 6,9%. Na eleição de 1970, o conservador Misael Pastrana Borrero sagrou-se vencedor, derrotando o ex-ditador Rojas Pinilla. A insatisfação esse pleito, sob a alegação de que Pinilla era o vencedor, deu origem ao grupo guerrilheiro Movimento 19 de Abril (M-19). Na eleição de 1974, a presidência passou para o liberal Alfonso López Michelsen, cujo governo (1974–1978) enfrentou problemas econômicos. Ainda assim, em 1978 foi eleito outro liberal, Julio César Turbay Ayala (1978–1982), contra quem se aliaram manifestações de descontentamento popular e a violência dos movimentos guerrilheiros de esquerda. O agravamento da situação provocou a adoção do estado de emergência.
Em 1982, o candidato conservador Belisario Betancur ganhou as eleições presidenciais. Neste mesmo ano, foram anistiados os presos políticos da guerrilha de esquerda. A campanha de pacificação nacional do presidente Betancur, cujo governo durou de 1982 a 1986, foi dificultada pelo poder do narcotráfico, sobretudo o chamado Cartel de Medellín, que em 1970 se implantara no país como poder paralelo. O ministro da justiça da Colômbia foi assassinado em 1984 por ter dado início à campanha antidroga. Mesmo assim, o presidente em exercício deu um grande impulso a esta campanha que levou ao desaparecimento do seu ministro; entretanto, durante o ano de 1985, as guerrilhas recuperaram a força e a luta contra o narcotráfico foi perdendo o ímpeto. Em 1985, o país foi abalado por duas tragédias: o cerco ao Palácio de Justiça por sediciosos, com a morte de mais de 90 pessoas entre sequestradores e sequestrados, e a erupção do vulcão Nevado del Ruiz, que levou à morte cerca de 25 000 pessoas.

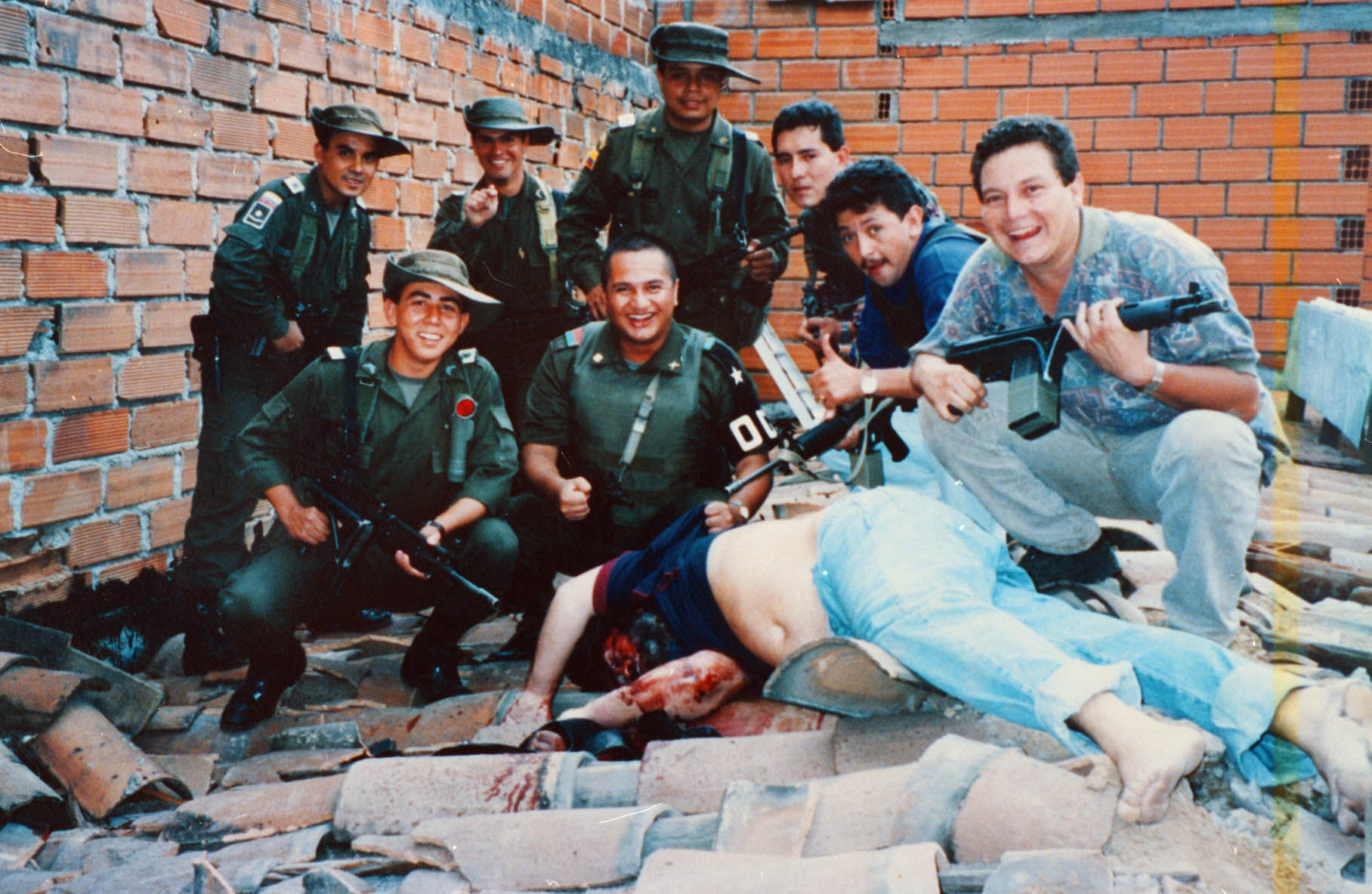
Os membros do Bloco de Busca, comandados pelo Cel. Hugo Martínez (ao centro), comemoram sobre o corpo de Pablo Escobar em 2 de dezembro de 1993

Em 1986, foi o fim da Frente Nacional. Naquele ano, Partido Liberal venceu as eleições e o presidente Virgilio Barco Vargas (1986–1990) declarou uma gigantesca ofensiva contra os traficantes de cocaína do cartel de Medellín, após os assassinatos de um ministro do Supremo Tribunal e do principal candidato à eleição de 1990, Luis Carlos Galán Sarmiento. Depois de uma campanha em que foram assassinados os três candidatos presidenciais, o liberal César Gaviria foi eleito presidente em 1990. Gaviria apoiou a Assembleia Constitucional, que elaborou uma nova Carta, a qual entrou em vigor em 1991. Seguiu-se um acordo com alguns grupos guerrilheiros (principalmente o M-19) para desmobilização, a fim de fazerem parte do processo político. Em julho de 1991, foi descoberto um grande campo petrolífero.
Uma campanha bombista foi levada a cabo pelos narcotraficantes em retaliação pelo confisco de propriedades e extradição para os Estados Unidos de membros dos cartéis. O presidente norte-americano George H. W. Bush foi um dos aliados antidroga na Colômbia, em 1990. Vários líderes ligados ao tráfico de entorpecentes renderam-se às autoridades e foram presos. Esta onda de prisões incluiu o líder do Cartel de Medellín, Pablo Escobar, que conseguiu evadir-se da prisão, em julho de 1992, mas foi morto em um tiroteio quando era caçado por soldados e policiais em 1993. O estado de emergência foi declarado em 1994 com o intuito de controlar a situação.
Em junho de 1998, foi eleito presidente o conservador Andrés Pastrana, que fez sua campanha prometendo uma profunda reforma das instituições do Estado. Assim que foi empossado, Pastrana conseguiu que os guerrilheiros das Farc aceitassem sentar à mesa de negociações para discutir a pacificação do país. Para isso, foi necessário aceitar algumas condições, como reconhecer o controle das FARC sobre vários municípios, o que provocou resistências e protestos no seio das Forças Armadas Colombianas. Assim mesmo, Pastrana foi adiante e se deixou fotografar no meio da floresta com o veterano líder das Farc, Manuel Marulanda Vélez, conhecido como "Tirofijo" por sua lendária pontaria.

### Século XXI
A administração do presidente Álvaro Uribe (2002–2010), adotou a política de segurança democrática que incluiu uma campanha integrada de antiterrorismo e contrainsurgência. O plano econômico do governo também promoveu confiança nos investidores. Como parte de um polêmico processo de paz, o grupo paramilitar de extrema-direita Autodefesas Unidas da Colômbia, enquanto uma organização formal, deixou de funcionar. Em fevereiro de 2008, milhões de colombianos protestaram contra as Farc e outros grupos ilegais. Em julho de 2010, o presidente venezuelano Hugo Chávez cortou relações com a Colômbia, pois o vizinho acusou a Venezuela de apoiar grupos guerrilheiros. No entanto, com uma reunião conciliatória no mês seguinte, as relações se normalizam.
Em 2010, foi eleito presidente Juan Manuel Santos, do Partido Social da Unidade Nacional. Em outubro de 2012, tiveram início na Noruega as negociações de paz entre o governo de Santos (2010–2018) e as Farc, que prosseguiram em Cuba, criticadas por Uribe, que rompeu com Santos. Em 2014, Santos é reeleito, derrotando Óscar Iván Zuluaga (CD), aliado e correligionário de Uribe. No entanto, um referendo em 2 de outubro de 2016 para ratificar o acordo de paz com as Farc não teve êxito. Em novembro de 2016, no entanto, o governo colombiano e esse grupo guerrilheiro assinaram um acordo de paz revisado, que o Congresso colombiano aprovou. Em 2016, o presidente Santos recebeu o Prêmio Nobel da Paz. O governo iniciou um processo de atenção e uma reparação abrangente das vítimas do conflito. A Colômbia mostrou progressos modestos na luta pela defesa dos direitos humanos, como apontou a ONG Human Rights Watch. Foi criada uma "Jurisdição Especial para a Paz" para investigar, esclarecer, perseguir e punir as graves violações dos direitos humanos e as violações graves do direito humanitário internacional ocorridas durante o conflito armado e para satisfazer o direito das vítimas à Justiça. Durante sua visita à Colômbia em 2017, o Papa Francisco fez homenagem às vítimas do conflito.

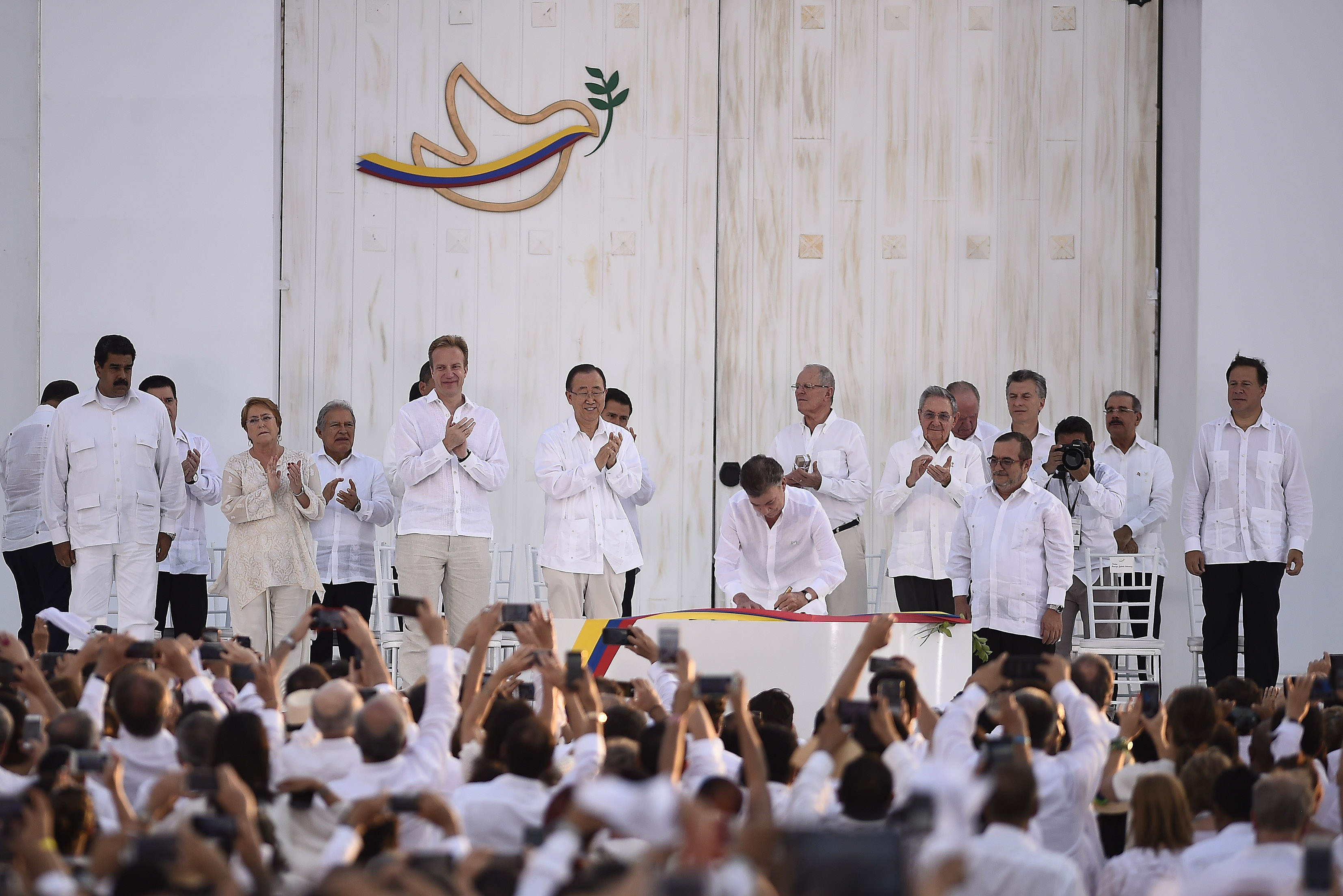
Presidente Juan Manuel Santos assinando o acordo de paz com as FARC em 2016

Em 2017, o então presidente estadunidense Donald Trump ameaçou intervir militarmente na Venezuela para derrubar o presidente Nicolás Maduro, o que foi rejeitado pelos países latino-americanos. Ao mesmo tempo, o governo colombiano preparava um plano de contingência de emergência devido à crise social, política e econômica na Venezuela e o Ministério das Relações Exteriores da Colômbia disse que todos os esforços para resolver a crise venezuelana devem ser pacíficos e respeitar a soberania do país.
Nas eleições de 2018, o ex-senador Iván Duque (CD) foi eleito presidente, derrotando o candidato de esquerda, o ex-prefeito de Bogotá Gustavo Petro. O governo de Duque (2018–2022) prometeu a reestruturação do acordo de paz com as Farc, mas foi bastante criticado por não conseguir reintegrar os ex-membros das guerrilhas à sociedade e por acusações de corrupção.
Em 2019, iniciaram-se protestos de rua exigindo uma série de demandas. O presidente Duque mostrou-se disposto a atendê-las, mas seus esforços foram paralisados pela pandemia de COVID-19. O governo colombiano foi elogiado por manter uma postura científica para combater a Covid-19, mas quem assumiu a liderança em adotar as medidas contra a emergência sanitária foram os prefeitos. Em abril de 2021, violando o lockdown, iniciaram-se protestos contra o governo, que duraram semanas, contra o projeto de reforma tributária que afetaria a classe média e trabalhadora. Além dos bloqueios de estradas dos manifestantes, houve confrontos entre estes e a polícia.
A insatisfação com Duque e a crescente desigualdade de renda favoreceram a vitória do candidato esquerdista Gustavo Petro (Colômbia Humana) nas eleições presidenciais de 2022, derrotando o milionário conservador Rodolfo Hernández. Petro se tornou o primeiro presidente de esquerda da história do país e, por ser ex-integrante da M-19, também se tornou o primeiro ex-guerrilheiro a assumir a presidência. A vice-presidente na chapa eleita, Francia Márquez, se tornou a primeira mulher negra a assumir tal cargo. Petro tomou posse sob a promessa de maior participação governamental em uma economia mais verde e igualitária.

## Geografia

Mapa topográfico do território colombiano

A Colômbia está localizada na América do Sul, precisamente no noroeste do subcontinente. Sua superfície territorial é de 1 141 748 km², fazendo deste o 25.º maior país do mundo. Faz fronteira a leste com a Venezuela e Brasil; ao sul com o Equador e Peru, ao norte com Panamá e Mar do Caribe e a oeste com Equador e Oceano Pacífico. Seu maior limite territorial é com a Venezuela, compartilhando com esta 2 219 km de fronteira, seguido do Brasil e Peru, com 1 645 e 1 626 km de fronteira, respectivamente. O país possui, ainda 2 900 km de costa litorânea. A menor fronteira é registrada com o Panamá, com 266 km fronteiriços. A Colômbia reivindica três distritos especiais e as ilhas de San Andrés e Providencia, disputadas com a Nicarágua.
Parte do Círculo de fogo do Pacífico, uma região do mundo sujeita a terremotos e erupções vulcânicas, a Colômbia é dominada pelas montanhas dos Andes. Além do Maciço Colombiano (nos departamentos do sudoeste de Cauca e Nariño), estas são divididas em três ramos conhecidos como cordilheiras: a Cordilheira Ocidental, junto à costa do Pacífico, incluindo a cidade de Cali, a Cordilheira Central, entre os vales dos rios Cauca e Magdalena (a oeste e a leste, respectivamente) e incluindo as cidades de Medellín, Manizales, Pereira, Armênia e Quindío, e a Cordilheira Oriental, que se estende de nordeste da Península de La Guajira e inclui Bogotá, Bucaramanga e Cúcuta. Os picos na Cordilheira Occidental excedem 3 962 m, enquanto a Cordilheira Central e a Cordilheira Oriental atingem 5 486 m. Com 2 591 m de altitude, Bogotá é a cidade mais alta de seu tamanho no mundo.

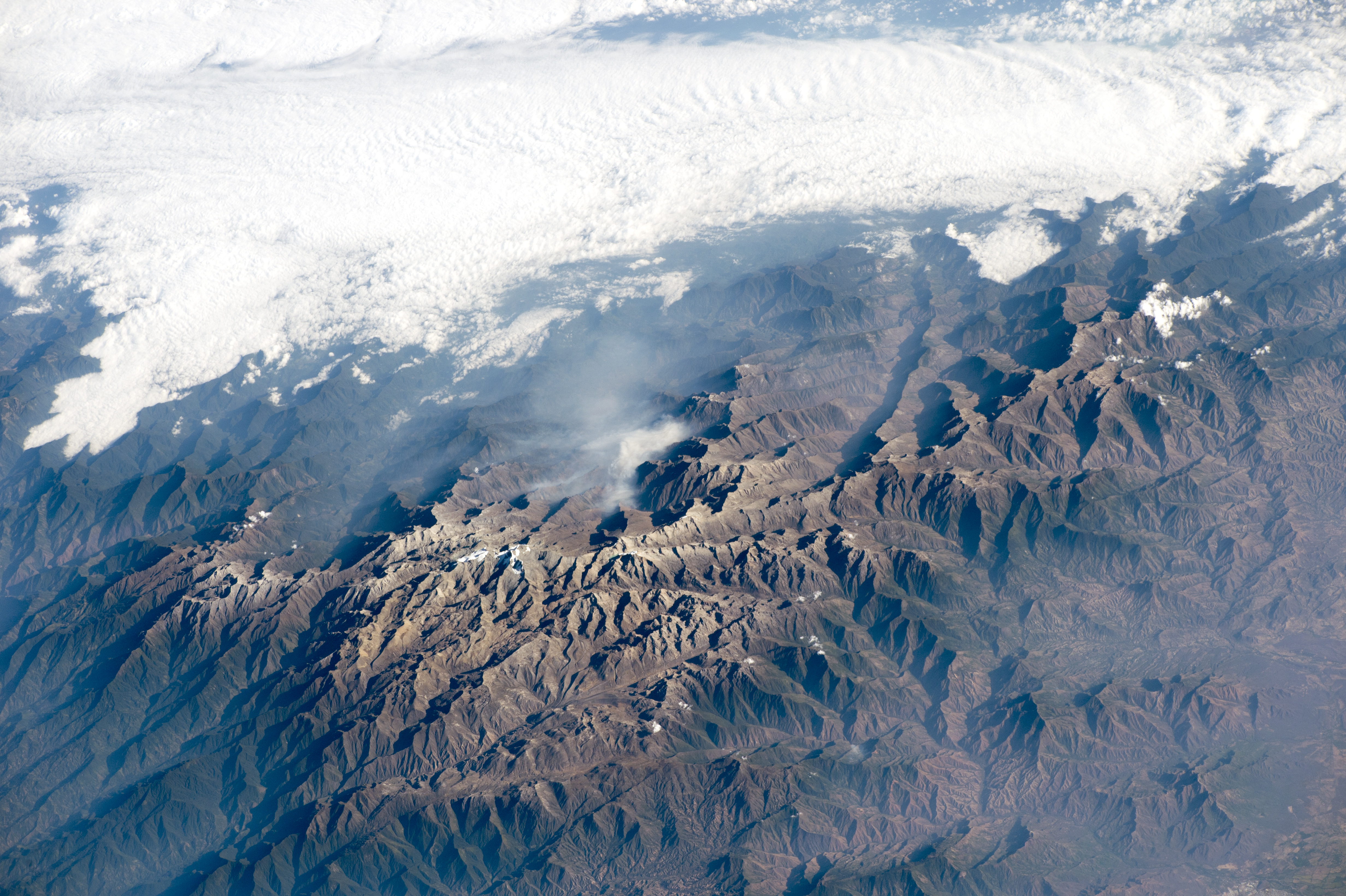
Sierra Nevada de Santa Marta, que inclui os picos mais altos do país (Pico Cristóbal Colón e o Pico Simón Bolívar), vista da Estação Espacial Internacional

A leste dos Andes está a savana do Llanos, parte da bacia do rio Orinoco, e, no extremo leste do sul, a selva da floresta amazônica. Juntas, essas planícies constituem mais de metade do território da Colômbia, mas elas contêm menos de 3% da população do país. O norte da costa do Caribe, que abriga 20% da população e onde se localizam as importantes cidades portuárias de Barranquilha e Cartagena, geralmente consiste em baixas planícies, mas também contém a Sierra Nevada de Santa Marta, que inclui os picos mais altos do país (Pico Cristóbal Colón e o Pico Simón Bolívar), e o deserto de Guajira. Em contrapartida, as estreitas e descontínuas planícies costeiras do Pacífico, apoiadas pelas montanhas da Serra de Baudó, estão cobertas de uma densa vegetação e são pouco povoadas. O principal porto do Pacífico é o de Buenaventura. O território colombiano também inclui uma série de ilhas do Caribe e do Pacífico.
Os vales de Magdalena, Cauca e Atrato-San Juan se destacam por sua extensão entre os diferentes vales da Colômbia. Quanto a planícies, são notáveis as do Pacífico, a Amazônica, do Caribe e as da Orinoquia. As montanhas periféricas, apesar da proximidade geográfica, não fazem parte das cordilheiras andinas. O sistema que forma tais montanhas é composto pelos montes de María, pelas montanhas de la Guajira e pelas serras de la Macarena, Piojó, Santa Marta e del Darién, sendo que esta última está situada na fronteira do país com o Panamá.

### Clima

Colômbia de acordo com a classificação climática de Köppen-Geiger

O clima da Colômbia caracteriza-se por ser tropical, mas apresenta variações dentro de seis regiões naturais, cujas características dependem de altitude, temperatura, umidade, ventos e chuvas. A diversidade das zonas climáticas na Colômbia é caracterizada por florestas tropicais, savanas, estepes, desertos e clima alpino.
O clima de montanha é uma das características únicas dos Andes e outros relevos de altitude, onde o clima é determinado pela elevação. Abaixo de 1 000 m de altitude é a zona altitudinal quente, onde as temperaturas estão acima de 24 °C. Cerca de 82,5% da área total do país está na zona altitudinal quente.
A zona altitudinal de clima temperado, localizada entre 1 001 e 2 000 m, caracteriza-se por apresentar uma temperatura média entre 17 e 24 °C. O clima frio está presente entre 2 001 e 3 000 m e as temperaturas variam entre 12 e 17 °C. Além da terra fria, há condições alpinas em uma zona florestada e, em seguida, pastagens sem árvores dos páramos. Acima de 4 000 m, onde as temperaturas estão abaixo do frio, o clima é glacial, uma zona de neve e gelo permanentes.

### Regiões naturais e áreas de conservação
A Colômbia possui cinco regiões naturais, por seus diferentes relevos, ecossistemas e climas: Amazônia, Andina, Caribe, Insular, Orinoco e o Pacífico. A região Amazônica é a mais extensa e menos povoada. Apresenta elevada umidade, pluviosidade e calor e faz parte da Bacia Amazônica. A região Andina inclui os vales dos rios Cauca e Magdalena, sendo a mais povoada do país. O Caribe colombiano compreende os grupos caribenhos e montanhosos fora do Andes, como os montes de María, as montanhas de Sierra Nevada de Santa Marta e as serras de la Macarena, Piojó e la Guajira. O clima nesta região é quente, chegando ao semiárido em grande parte de La Guajira.

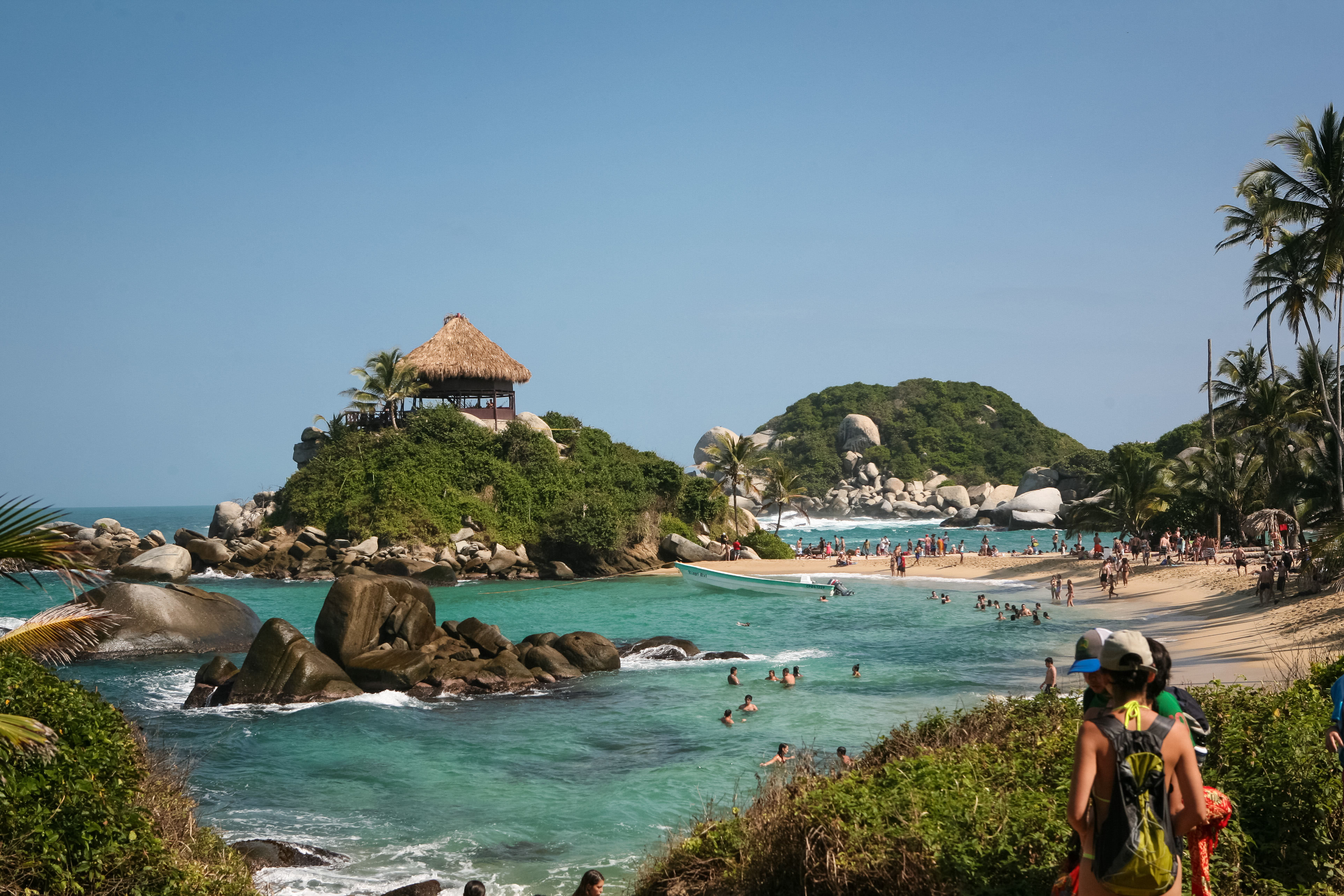
Parque Nacional Natural Tayrona

A região insular é formada pelas ilhas do arquipélago de Santo André, Providência e Santa Catarina, no Mar do Caribe, e as ilhas de Malpelo e Gorgona, no Oceano Pacífico, apresentando ecossistemas de corais e uma alta diversidade de espécies aquáticas. Já a região do Orinoco está localizada no nordeste da Colômbia, constituindo-se numa área plana, de baixa altitude, parte da bacia rio Orinoco e pouco habitada. O Pacífico colombiano forma-se de planícies costeiras e montanhas da região, que não pertencem à Cordilheira dos Andes, incluindo as montanhas de Baudó. Possui, ainda, abundantes manguezais e florestas densas, com uma região úmida e de maior precipitação.
Há 56 parques nacionais na Colômbia, administrados pelo Sistema Nacional de Unidades de Conservação e Áreas Protegidas, cobrindo 11,28% do território continental e marítimo do país. Através da Lei nº 165, de 1994, a Colômbia assinou um acordo de biodiversidade, que se caracteriza na Política Nacional da Biodiversidade, o qual resultou na criação do Sistema Nacional de Unidades de Conservação e Áreas Protegidas. As áreas protegidas pelo órgão consistem em 11 santuários e 41 parques nacionais, além de uma área natural única e duas reservas naturais. Estas áreas são importantes para a proteção dos ecossistemas, biodiversidade e gerenciamento dos recursos hídricos. Estima-se que a o volume de água existente nessas áreas é responsável pelo abastecimento de 25 milhões de pessoas.

### Biodiversidade

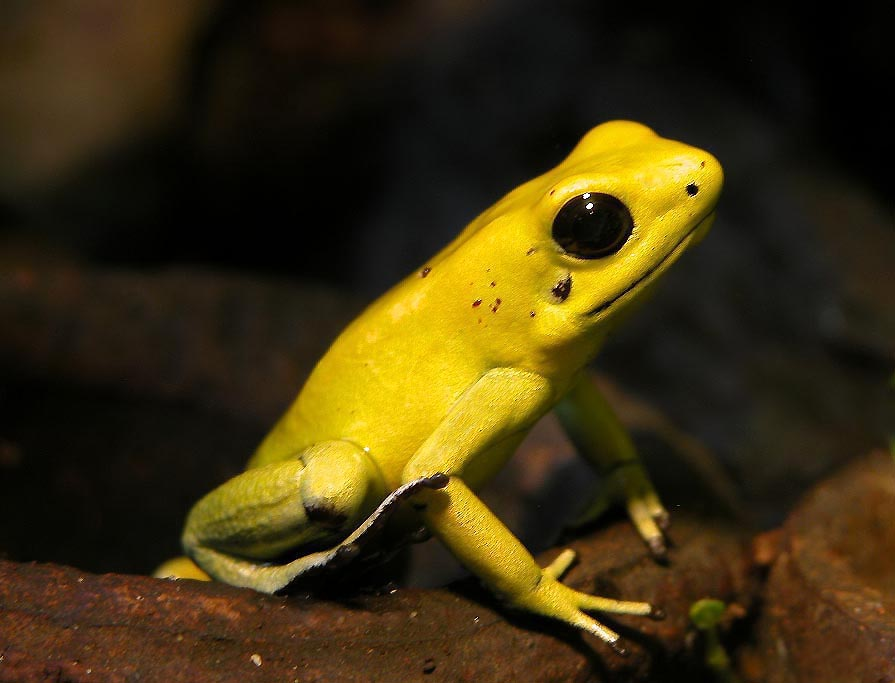
Phyllobates terribilis, uma das espécies endêmicas da Colômbia

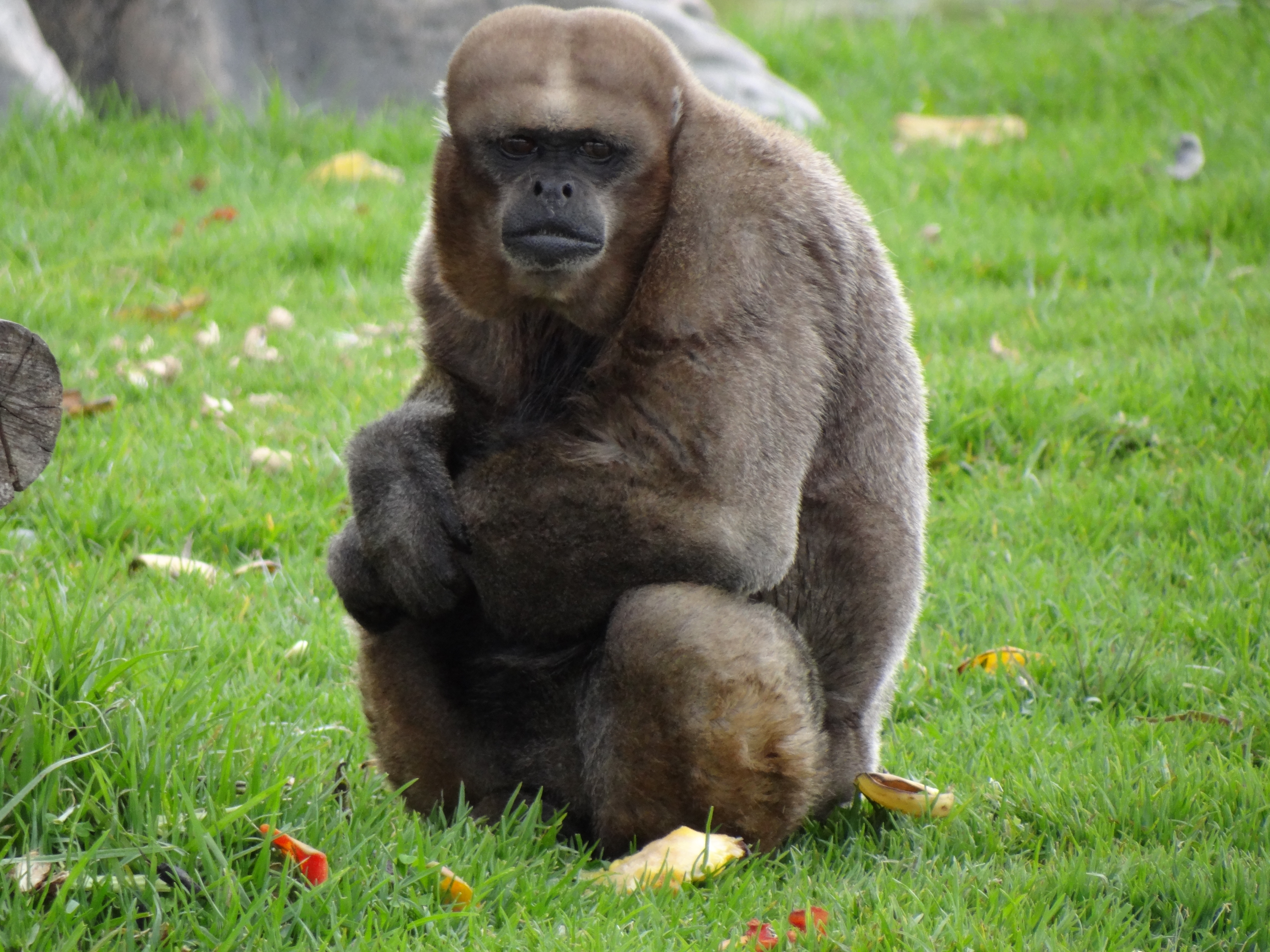
Macaco-barrigudo-colombiano (Lagothrix lugens)

A Colômbia é considerado um dos países megadiversos do mundo, classificado em terceiro lugar em número de espécies vivas e em primeiro em número de espécies de aves. O país tem entre 40 000 e 45 000 espécies de plantas diferentes, o equivalente a 10 ou 20% de todas as espécies do mundo, o que é ainda mais notável dado que a Colômbia é considerada um país de tamanho intermediário, com cerca de 1/9 do tamanho do território dos Estados Unidos, por exemplo. A Colômbia é o segundo país mais biodiverso do mundo, atrás somente do Brasil, que é aproximadamente 8 vezes maior.
A Colômbia é o país do planeta mais caracterizado por seu grau elevado de biodiversidade, com a maior taxa de espécies por unidade de área em todo o mundo e com o maior número de espécies endêmicas (espécies que não são encontradas naturalmente em outro lugar) de qualquer país. Cerca de 10% das espécies da Terra vivem no território colombiano, incluindo mais de 1 800 espécies de aves, mais do que a Europa e a América do Norte combinadas. O país é o lar de 10% das espécies de mamíferos, 14% das espécies de anfíbios e 18% da espécies de aves do mundo.
O país tem cerca de duas mil espécies de peixes marinhos e 1 450 espécies de peixes de água doce, além de ter o maior número de espécies endêmicas de borboletas, de orquídeas e mais de 250 000 variedades de besouros. A Colômbia é o primeiro em número de espécies de anfíbios, além de concentrar mais de 30% das espécies de tartarugas marinhas e 25% das espécies de crocodilos do planeta. Existem 34 espécies de primatas, 270 espécies de cobras e, de acordo com estimativas, 300 000 espécies de invertebrados no país, que ainda possui 32 biomas terrestres e 314 tipos de ecossistemas diferentes.
De acordo com um relatório do World Wide Fund for Nature (WWF), quase metade dos ecossistemas da Colômbia está em condições críticas ou em perigo de extinção. Além disso, das 1 853 espécies de plantas avaliadas, 665 (36%) estão ameaçadas de extinção, enquanto das 284 espécies de animais terrestres avaliadas, 41 estão criticamente ameaçadas, 112 estão ameaçadas e 131 estão vulneráveis. Segundo o WWF, a degradação ambiental na Colômbia se deve à extração de petróleo e minerais e muitas empresas responsáveis são estrangeiras.

### Hidrografia

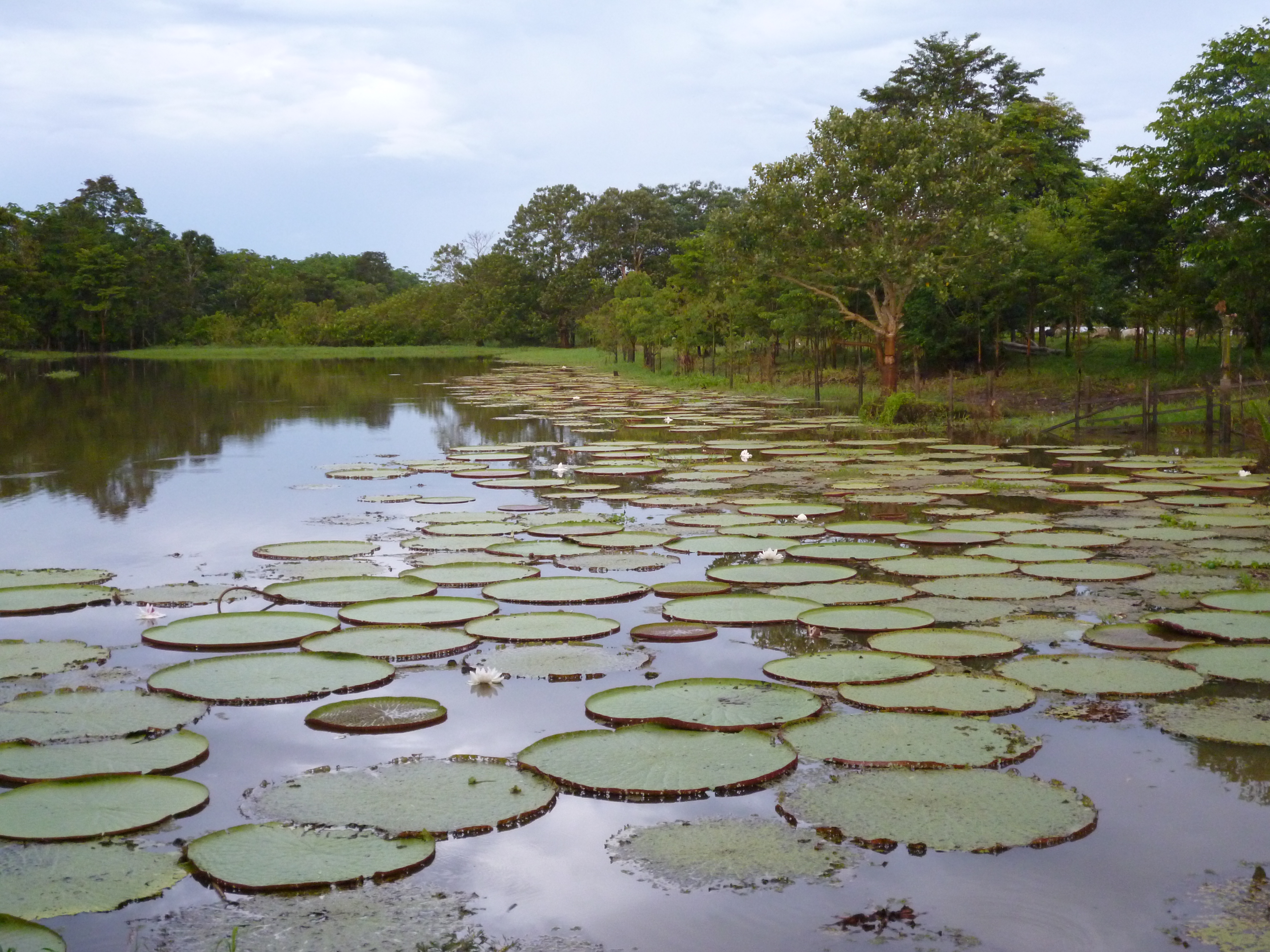
Rio Amazonas em Leticia

Há quatro bacias hidrográficas na Colômbia: a do Pacífico, a costa caribenha, do Catatumbo e a Costa Atlântica. O Maciço colombiano é de grande importância para o país, pois ali nascem os rios Caquetá (chamado de Japurá no Brasil), Patía, Cauca e Magdalena. Em Sierra Nevada de Santa Marta estão as nascentes dos rios Don Diego, Ranchería e Dibulla, os quais desembocam no mar do Caribe e formam a área hidrográfica do Caribe. O rio Atrato, que faz parte desta região hidrográfica, é um dos maiores rios do mundo no que diz respeito ao tamanho de sua bacia.
A bacia do Pacífico é formada pelos rios da parte oriental do país que, por sua vez, nascem em um local conhecido como Nudo de los Pastos — também chamado de maciço de Huaca. Uma característica que o diferencia das demais bacias do Pacífico na América do Sul, é que este possui dois rios de grande porte: o San Juan, o mais caudaloso, e o Patia, o mais longo. O rio Amazonas e o rio Orinoco formam a bacia da Costa Atlântica, que cobre uma área de 670 000 km². Os rios que formam o rio Orinoco nascem na região Orinoquia, e seu fluxo varia conforme a mudança climática. Na Amazônia colombiana, há inúmeros rios caudalosos, devido à elevada pluviosidade na área, sendo que as mudanças nas vazões também sofrem efeitos das variações climáticas. O rio Catatumbo tem 450 km de comprimento, compreendendo os rios San Miguel, Zulia, Sardinata, Orú, Tarra e, os riachos Urugmita, Labranza, Seca, Cargamenta e, San Calixto ou Maravilla. O Catatumbo desemboca no lago de Maracaibo (maior da América do Sul), na Venezuela. Pântanos e lagoas na Colômbia estão localizados nas cadeias de montanhas onde há várzeas.

## Demografia

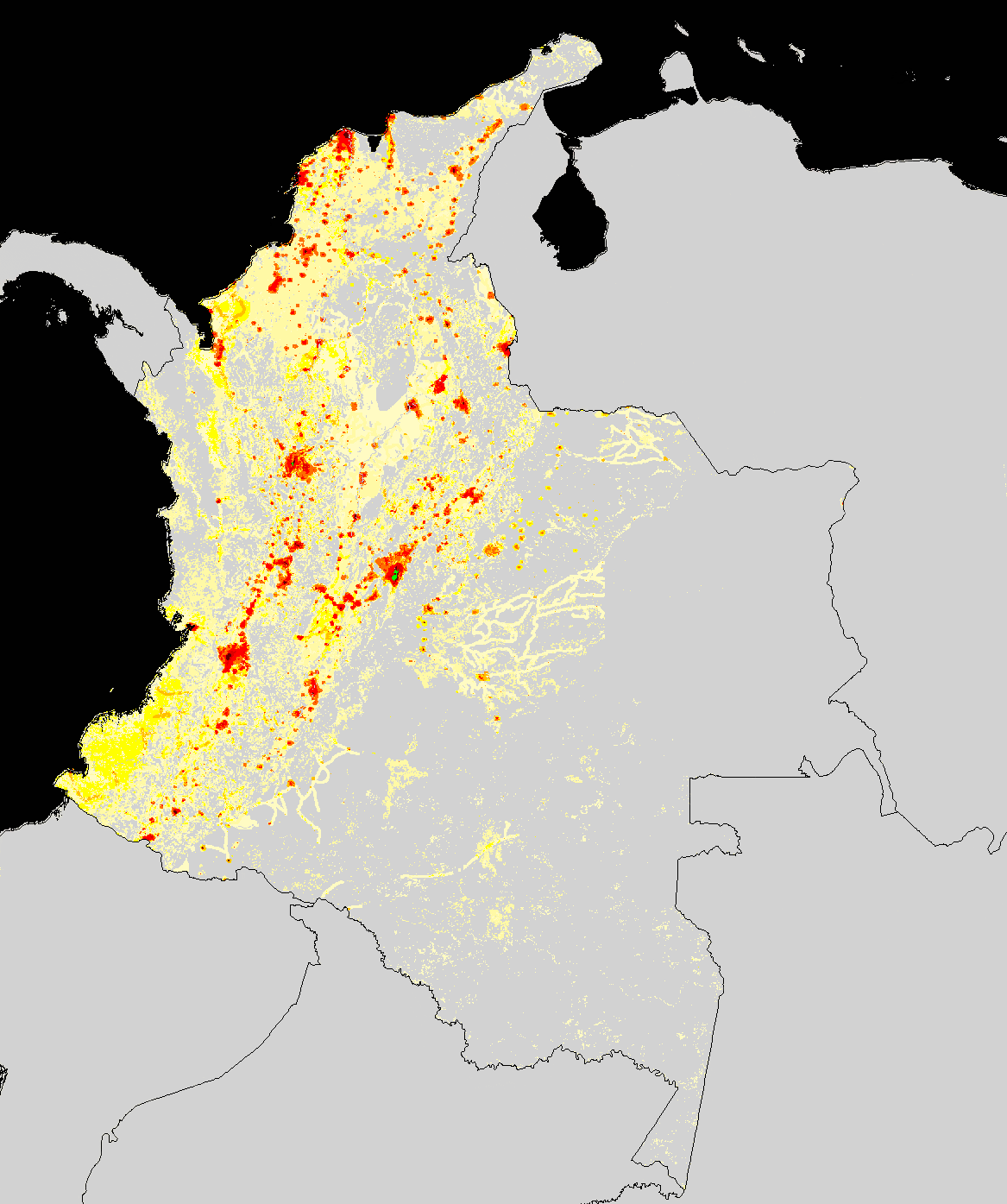
Mapa da densidade populacional da Colômbia

Na Colômbia, a demografia é estudada pelo Departamento Administrativo Nacional de Estatística (DANE), órgão oficial vinculado ao Poder Executivo. Com uma estimativa de 50 milhões de habitantes em 2020, a Colômbia é o quarto país mais populoso das Américas, depois dos Estados Unidos, Brasil e México. A Colômbia tem a quarta maior população de língua espanhola no mundo depois do México, Estados Unidos e Espanha.
Segundo o Departamento Administrativo Nacional de Estatística (DANE), 51,2% da população colombiana são mulheres, enquanto 48,8% são homens. 22,6% da população possui até 14 anos de idade; 68,2% da população possui entre 15 e 65 anos de idade e 9,1% possui mais de 65 anos de idade, conforme estimativas de 2019.
No que diz respeito à emigração, o Departamento Administrativo Nacional de Estatística (DANE) estima que cerca de 3,3 milhões de colombianos vivem no exterior, principalmente nos Estados Unidos, Espanha, Chile e Canadá. Os mais propensos a emigrar são os do interior do país, destacando um importante contingente de intelectuais e pessoas talentosas que fazem parte do fenômeno chamado fuga de cérebros.

### Composição étnica e línguas
Segundo a Encyclopædia Britannica, a composição étnica aproximada da Colômbia é a seguinte: 58% mestizos (mestiços entre europeus e indígenas), 20% brancos (sobretudo descendentes de espanhóis, mas também descendentes de outros europeus e de árabes), 14% mulatos (mestiços entre europeus e negros), 4% negros, 3% zambos (mestiços entre indígenas e negros) e 1% ameríndios.
De acordo com um estudo genético de DNA autossômico, realizado em 2008, pela Universidade de Brasília (UnB) a composição da população da Colômbia é a seguinte: 33,80% de contribuição indígena, 45,90% de contribuição europeia e 20,30% de contribuição africana.
O idioma oficial da Colômbia e língua materna de quase todos os seus habitantes é o espanhol. O dialeto colombiano do espanhol possui muitas expressões locais, muitas das quais aceitas pelas academias linguísticas colombiana e espanhola. Além do idioma oficial e dominante, existem em território colombiano 65 idiomas indígenas, falados por centenas de milhares de pessoas e pertencentes às famílias linguísticas aruaque, caribe, chibchana, tupi-guarani e yurumanguí. Ademais, há duas línguas crioulas faladas pela comunidade afrodescendente: o crioulo sanandresano, de base inglesa, falado em San Andrés, Providência e Santa Catalina, e o palenque, falada em San Basilio de Palenque e nas comunidades palenqueras em Cartagena e Barranquilla. A comunidade roma colombiana fala a língua romani.

### Religião

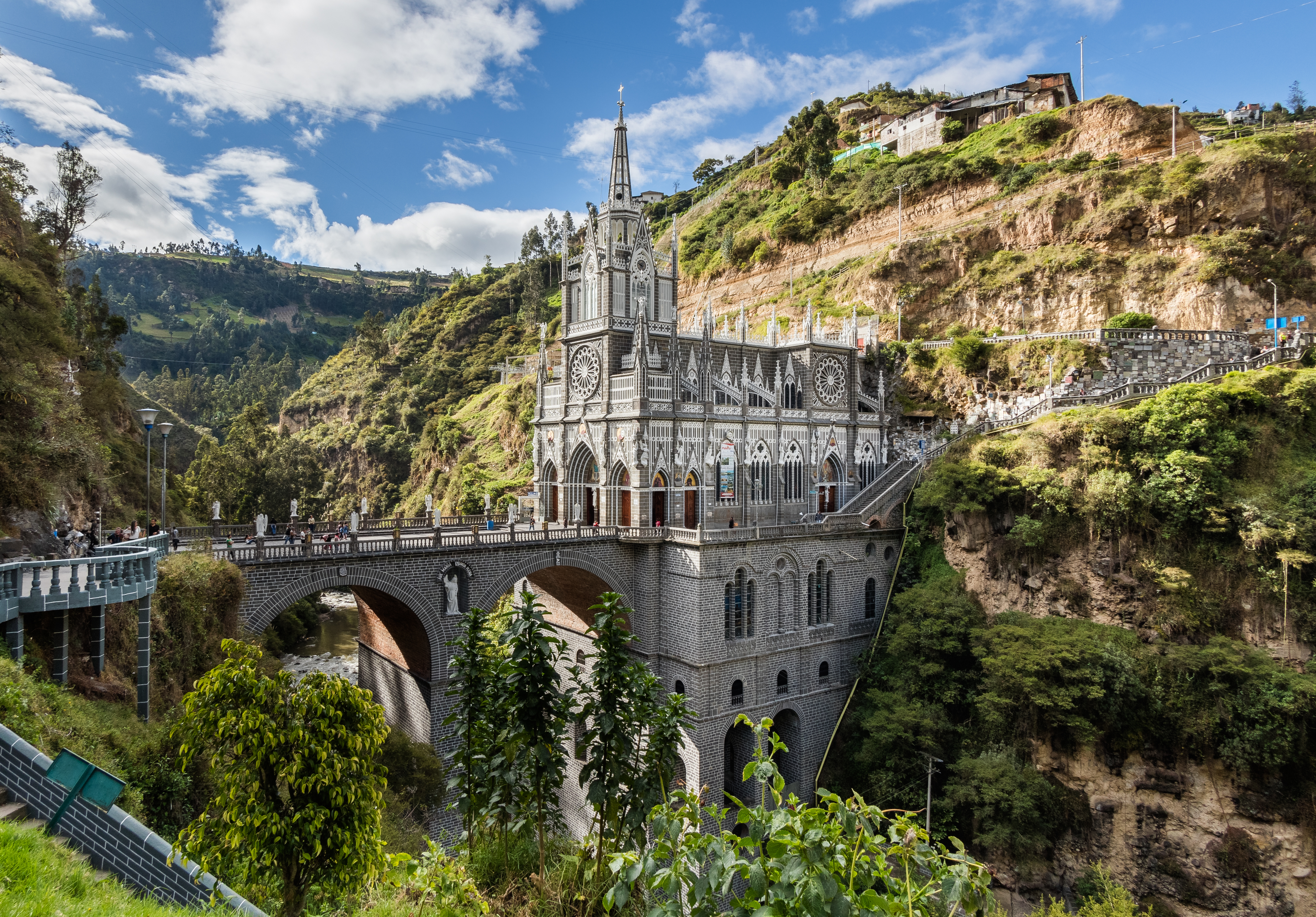
Santuário de Las Lajas

O Departamento Administrativo Nacional de Estatística (DANE) não recolhe estatísticas religiosas, e relatórios precisos são difíceis de obter. No entanto, com base em vários estudos, mais de 95% da população do país adere ao cristianismo, a grande maioria dos quais (entre 81% e 90%) é de católicos romanos. Cerca de 1% dos colombianos participa de religiões indígenas e menos de 1% segue o judaísmo, islamismo, hinduísmo e budismo. No entanto, apesar do alto número de adeptos, cerca de 60% dos entrevistados de uma pesquisa feita pelo El Tiempo informaram que não são praticantes ativos de sua fé.
Como o resto da América Latina, a Colômbia está passando por um aumento contínuo de adeptos do protestantismo, sendo a maioria deles convertidos do catolicismo. Atualmente os protestantes constituem entre 10 a 13% da população colombiana. Embora a Colômbia continue sendo um país de maioria católica, a Constituição colombiana 1991 garante a liberdade e a igualdade de religião.
Religião na Colômbia (Pew Forum 2014)
Os grupos religiosos do país facilmente obtêm reconhecimento como associações organizadas, apesar de alguns pequenos terem enfrentado dificuldade em obter o reconhecimento adicional necessário para oferecer serviços de capelania em estabelecimentos públicos e para realizar casamentos legalmente reconhecidos. Antes de a Constituição garantir a liberdade de religião, o catolicismo era a religião oficial do Estado. Após a promulgação da Constituição de 1991, houve uma separação entre a Igreja e o Estado, embora a Igreja Católica ainda detenha uma posição privilegiada dentro do país.
Atualmente na Colômbia há alguma perseguição religiosa contra os líderes protestantes evangélicos vindos de organizações de guerrilha esquerdistas, principalmente das Forças Armadas Revolucionárias da Colômbia (FARC). Eles perseguem os líderes protestantes especialmente em áreas rurais impedindo o ensino bíblico.

### Urbanização
A população está concentrada nas montanhas dos Andes e na costa do Caribe. Os nove departamentos da planície oriental, que compreendem cerca de 54% da área da Colômbia, têm menos de 3% da população e uma densidade populacional inferior a uma pessoa por quilômetro quadrado. O movimento rural para as áreas urbanas foi muito intenso em meados do século XX, e a Colômbia é hoje um dos países mais urbanizados da América Latina. A população urbana aumentou de 31% do total em 1938 para 60% em 1975, e em 2005 esse número foi para 72,7%.
A população de Bogotá aumentou de pouco mais de 300 000 habitantes em 1938 para cerca de 7 milhões atualmente. No total, atualmente trinta cidades do país têm uma população superior a 100 000 pessoas. A Colômbia tem uma das maiores taxas de deslocados internos do mundo, estimada em cerca de 4,3 milhões de pessoas.

## Política

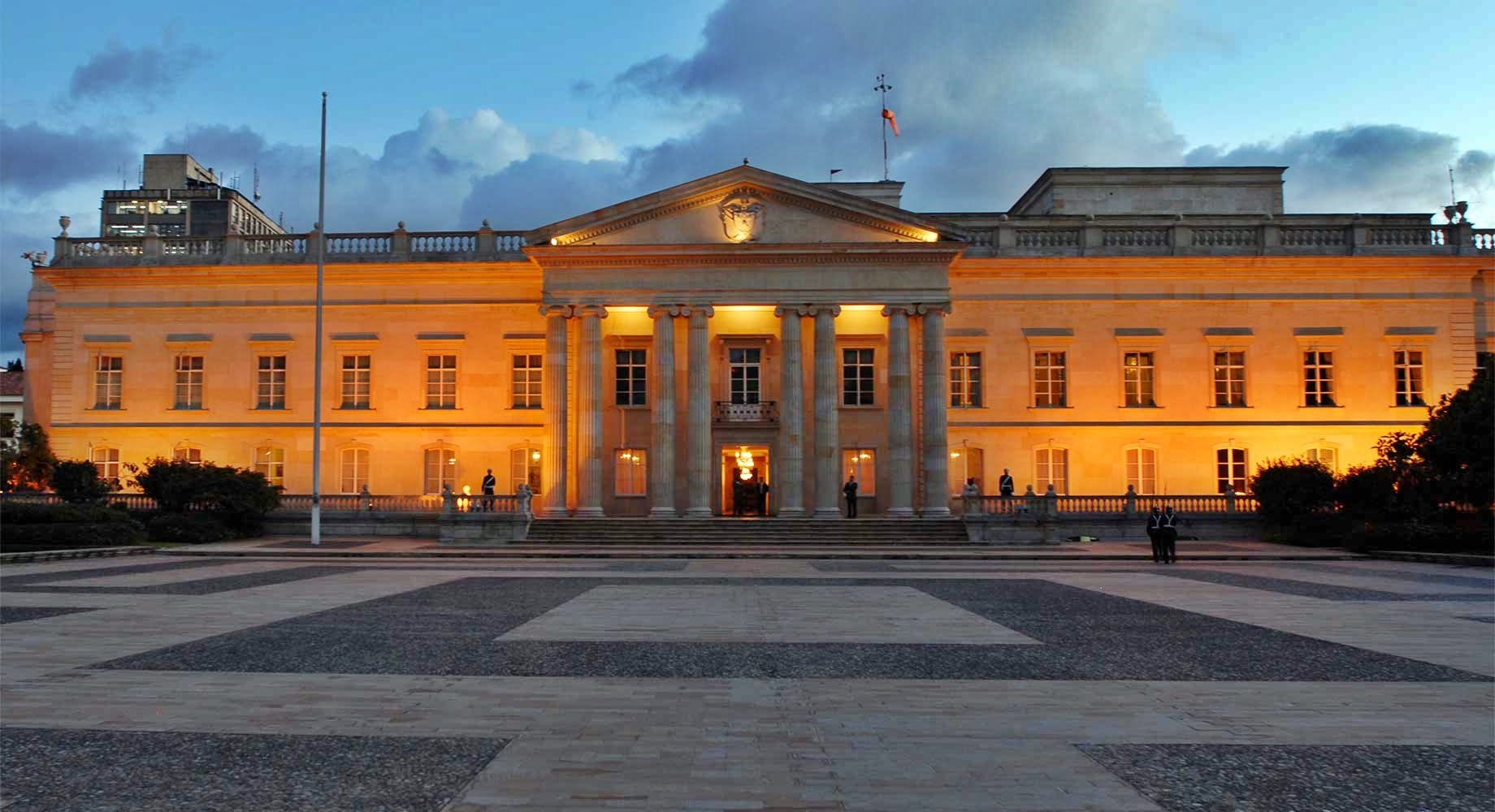
Casa de Nariño, em Bogotá, residência e local de trabalho do presidente da Colômbia

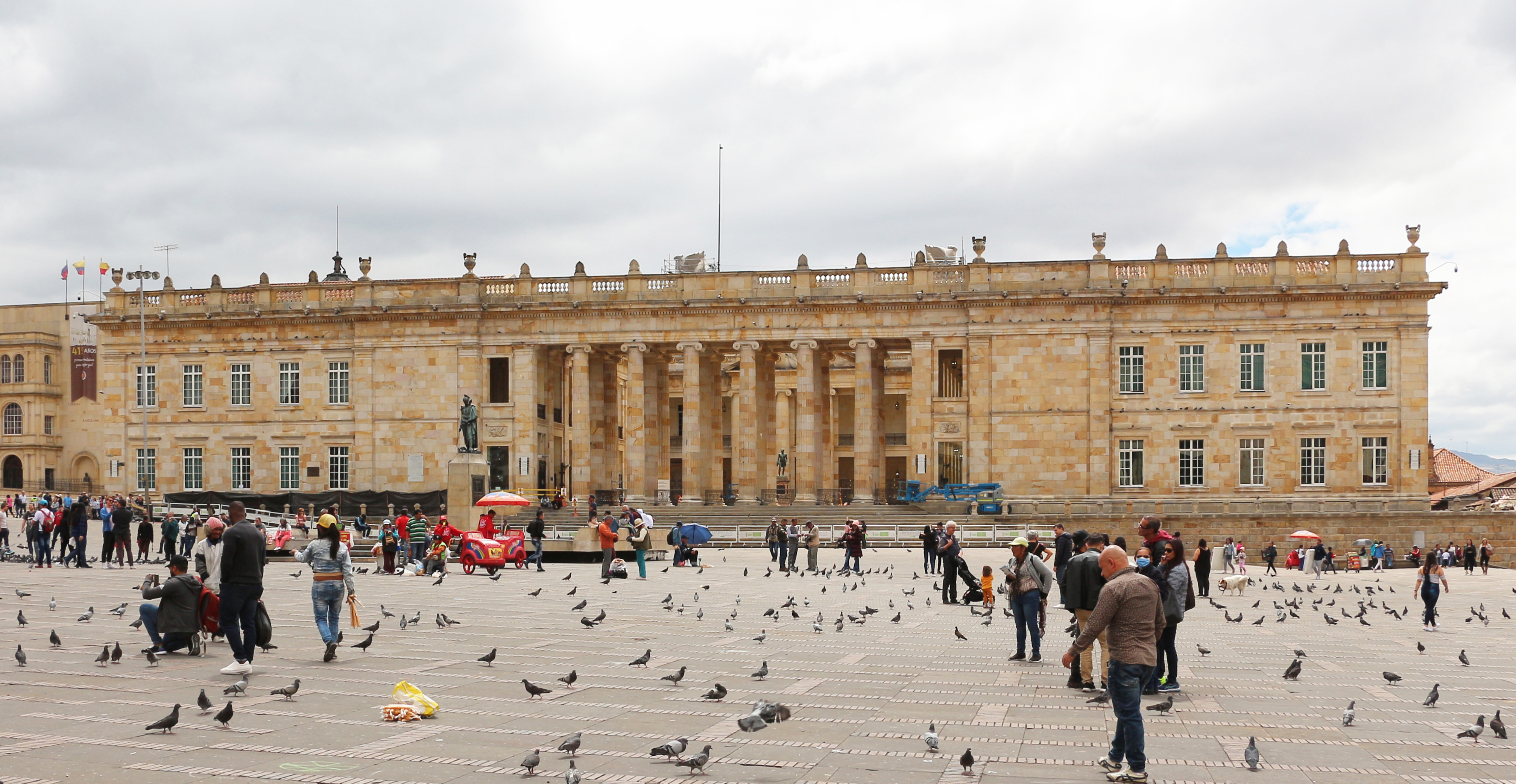
Capitólio Nacional, sede do poder legislativo

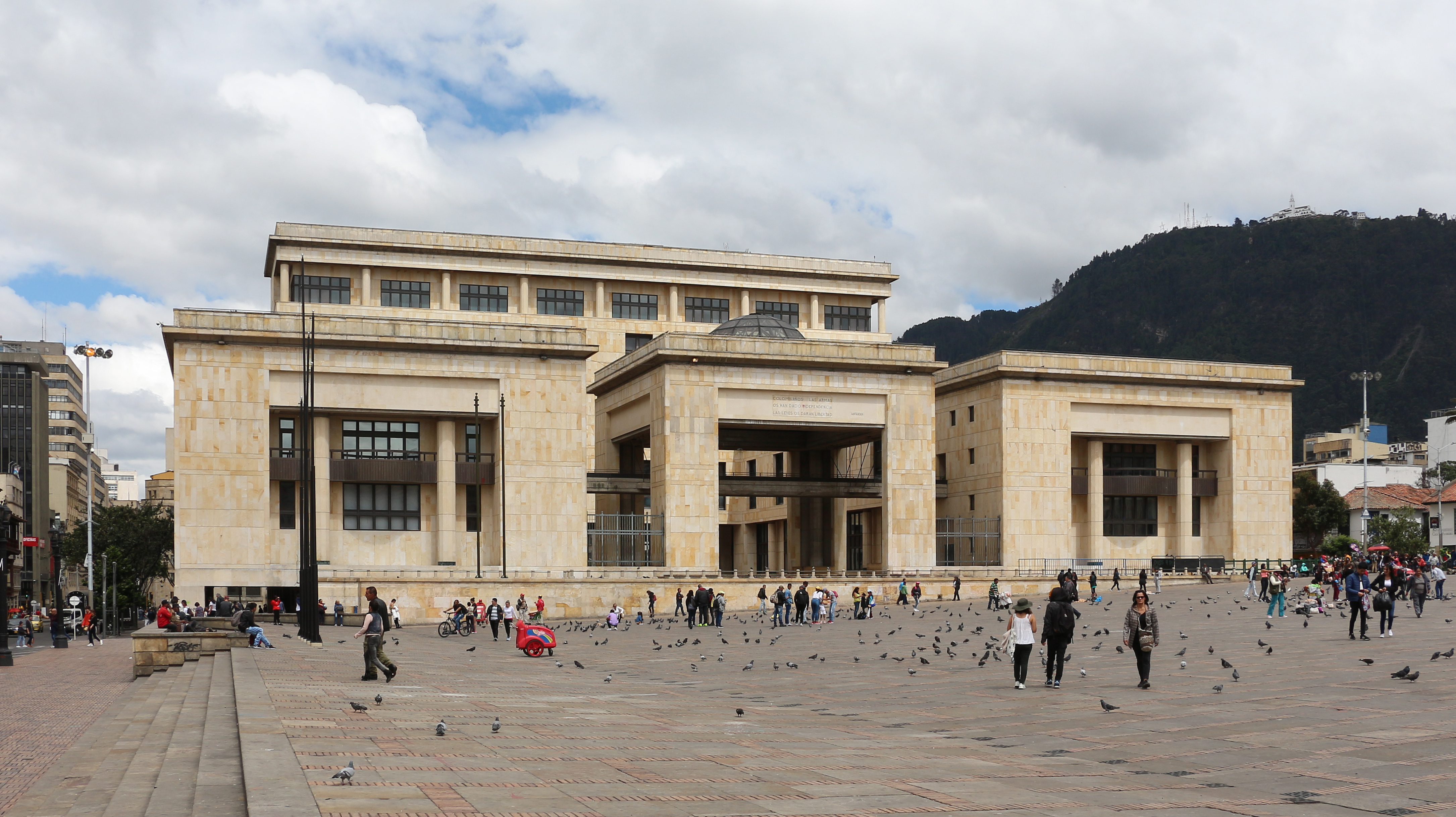
Palácio de Justiça, sede do poder judiciário da Colômbia

A Colômbia é uma república presidencial democrática representativa, tal como estabelecido na Constituição de 1991. Em conformidade com o princípio da separação dos poderes, o governo é dividido em três poderes: o executivo, o legislativo e o judiciário.
O chefe do poder executivo é o Presidente da Colômbia, que serve tanto como chefe de Estado quanto como chefe de governo, seguido pelo vice-presidente e pelo Conselho de Ministros. O presidente é eleito por voto popular para mandatos de quatro anos e está atualmente limitado a um máximo de dois mandatos. Ao nível provincial o poder executivo é exercido pelos governadores de departamentos, prefeitos municipais e os administradores locais para pequenas subdivisões administrativas, tais como corregedores para corregimientos.
O ramo legislativo do governo é composto pelo Senado e pela Câmara dos Deputados. Os 102 assentos do Senado são nacionais e os representantes são eleitos por cada região e grupos minoritários. Os membros de ambas as câmaras são eleitos dois meses antes do presidente, também por votação popular e para mandatos de quatro anos. Ao nível provincial o Poder Legislativo é representado por conjuntos de departamento e conselhos municipais. Todas as eleições regionais são realizadas um ano e cinco meses depois da eleição presidencial.
O poder judiciário é liderado pelo Supremo Tribunal, composto de 23 juízes divididos em três câmaras (Penal, Civil e Agrário e do Trabalho). O poder judiciário também inclui o Conselho de Estado, que tem a responsabilidade especial de direito administrativo e também presta assessoria jurídica ao executivo, o Tribunal Constitucional, responsável por garantir a integridade da Constituição colombiana, e o Conselho Superior da Magistratura, responsável pela auditoria do Poder Judiciário.
Apesar de uma série de controvérsias, principalmente em relação a escândalos políticos, as melhorias na segurança pública e continuidade do forte desempenho econômico do país garantiram que o ex-presidente Uribe se mantivesse popular entre os colombianos, com seu índice de aprovação chegando a 85%, de acordo com uma sondagem em julho de 2008. No entanto, depois de dois mandatos, ele foi constitucionalmente impedido de tentar outra reeleição em 2010. Nas eleições de 30 de maio de 2010, o ex-ministro da Defesa, Juan Manuel Santos, recebeu 46% dos votos. Um segundo turno foi necessário uma vez que nenhum candidato recebeu o mínimo de 50% dos votos. No dia 20 de junho de 2010, Santos venceu o segundo candidato mais popular, Antanas Mockus, que marcou 21% dos votos.

### Forças armadas

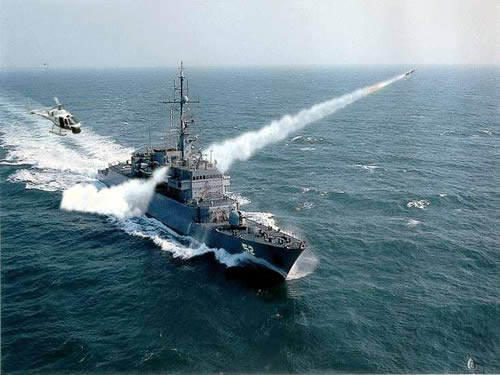
Fragata ARC Caldas, da Marinha da Colômbia, durante um treinamento

O ramo executivo do governo é responsável pela gestão da defesa do território colombiano, sendo o presidente do país o comandante-em-chefe das forças armadas. O Ministério da Defesa exerce controle do dia-a-dia das forças armadas e da Polícia Nacional da Colômbia. De acordo com o Relatório de Desenvolvimento Humano da ONU, a Colômbia tem 209 000 militares e, em 2005, investiu 3,7% do seu PIB em despesas militares, o que em ambos os casos coloca o país no 21º lugar no mundo. Dentro da América Latina, as forças armadas da Colômbia são a terceira maior, atrás das forças do Brasil e do México, e recebem a segunda maior proporção do PIB, depois do Chile.
As forças armadas estão divididas em três ramos: o Exército Nacional da Colômbia, a Força Aérea Colombiana e a Marinha da Colômbia. A Polícia Nacional atua como polícia e opera de forma independente do serviço militar como uma agência de aplicação da lei em todo o território nacional. Cada uma delas opera com o seu próprio aparato de inteligência separada da agência nacional de inteligência, o Departamento Administrativo de Segurança. O Exército Nacional é formado por divisões, regimentos e unidades especiais, a Armada Nacional pela Infantaria Naval colombiano, a Força Naval do Caribe, a Força Naval do Pacífico, a Força Naval do Sul, Guarda Costeira da Colômbia, Aviação Naval, o comando específico de San Andrés y Providencia e a Força Aérea por 13 unidades de ar. A Polícia Nacional tem presença em todos os municípios.

### Relações exteriores

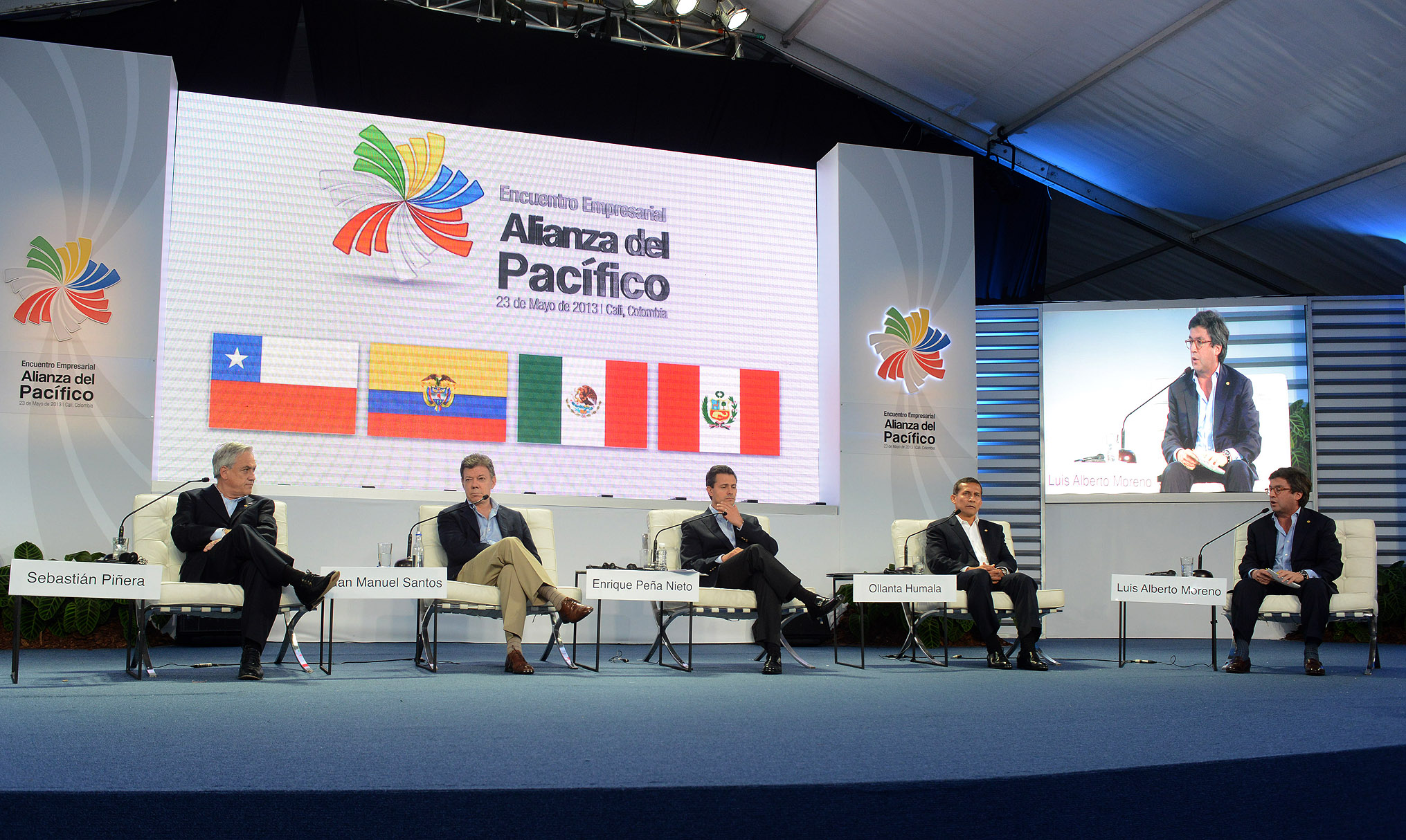
VII Cúpula da Aliança do Pacífico em Santiago de Cali

As relações exteriores da Colômbia são dirigidas pelo presidente, como chefe de Estado, e gerido pelo Ministro das Relações Exteriores. O país tem missões diplomáticas em todos os continentes.
A Colômbia foi um dos 12 membros fundadores da União de Nações Sul-Americanas (UNASUL), que tem como objetivo seguir o modelo da União Europeia e desenvolver acordos de livre comércio, livre circulação de pessoas, uma moeda comum e também um passaporte comum entre os países membros. Além da UNASUL, a Colômbia também é membro da Comunidade Andina de Nações, da Aliança do Pacífico, da Organização dos Estados Americanos (OEA), entre outras organizações internacionais.

## Subdivisões
A Colômbia é dividida em 32 departamentos e um distrito capital, que é tratado como um departamento (Bogotá também serve como a capital do departamento de Cundinamarca). Os departamentos são divididos em municípios, por sua vez subdivididos em corregimientos. Cada departamento tem um governo local com governador e assembleia eleitos por sufrágio universal para um mandato de quatro anos. Cada município é dirigido por um prefeito e um conselho e cada corregimiento por um corregedor eleito ou líder local.
Além da capital, nove outras cidades foram designadas distritos (municípios com efeito especial), com base em características distintivas especiais. Trata-se de Barranquilha, Cartagena, Santa Marta, Cúcuta, Popayán, Bucaramanga, Tunja, Turbo, Buenaventura e Tumaco. Alguns departamentos têm subdivisões administrativas locais, onde as cidades têm uma grande concentração de população e municípios estão próximos uns dos outros (por exemplo, em Antioquia e Cundinamarca).
|    | Departamento | Capital               |
| 1  | Amazonas     | Leticia               |
| 2  | Antioquia    | Medellín              |
| 3  | Arauca       | Arauca                |
| 4  | Atlántico    | Barranquilha          |
| 5  | Bolívar      | Cartagena             |
| 6  | Boyacá       | Tunja                 |
| 7  | Caldas       | Manizales             |
| 8  | Caquetá      | Florencia             |
| 9  | Casanare     | Yopal                 |
| 10 | Cauca        | Popayán               |
| 11 | Cesar        | Valledupar            |
| 12 | Chocó        | Quibdó                |
| 13 | Córdoba      | Montería              |
| 14 | Cundinamarca | Bogotá                |
| 15 | Guainía      | Puerto Inírida        |
| 16 | Guaviare     | San José del Guaviare |
| 17 | Huila        | Neiva                 |

|    | Departamento                             | Capital        |
| 18 | La Guajira                               | Riohacha       |
| 19 | Magdalena                                | Santa Marta    |
| 20 | Meta                                     | Villavicencio  |
| 21 | Nariño                                   | Pasto          |
| 22 | Norte de Santander                       | Cúcuta         |
| 23 | Putumayo                                 | Mocoa          |
| 24 | Quindío                                  | Armenia        |
| 25 | Risaralda                                | Pereira        |
| 26 | San Andrés, Providencia e Santa Catalina | San Andrés     |
| 27 | Santander                                | Bucaramanga    |
| 28 | Sucre                                    | Sincelejo      |
| 29 | Tolima                                   | Ibagué         |
| 30 | Valle del Cauca                          | Cali           |
| 31 | Vaupés                                   | Mitú           |
| 32 | Vichada                                  | Puerto Carreño |
| 33 | Distrito Capital                         | Bogotá         |

## Economia

Principais produtos de exportação da Colômbia em 2019

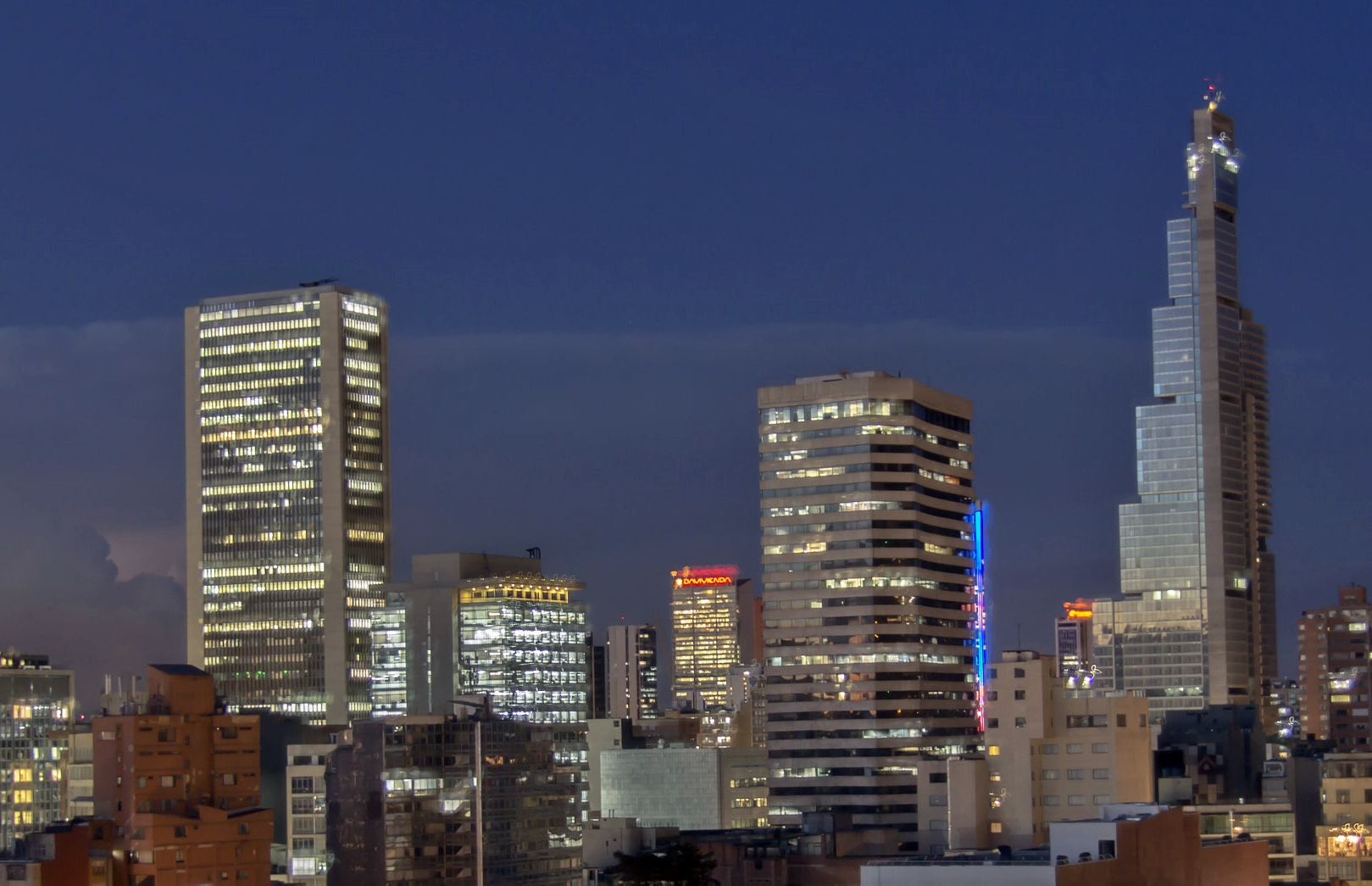
Centro financeiro de Bogotá

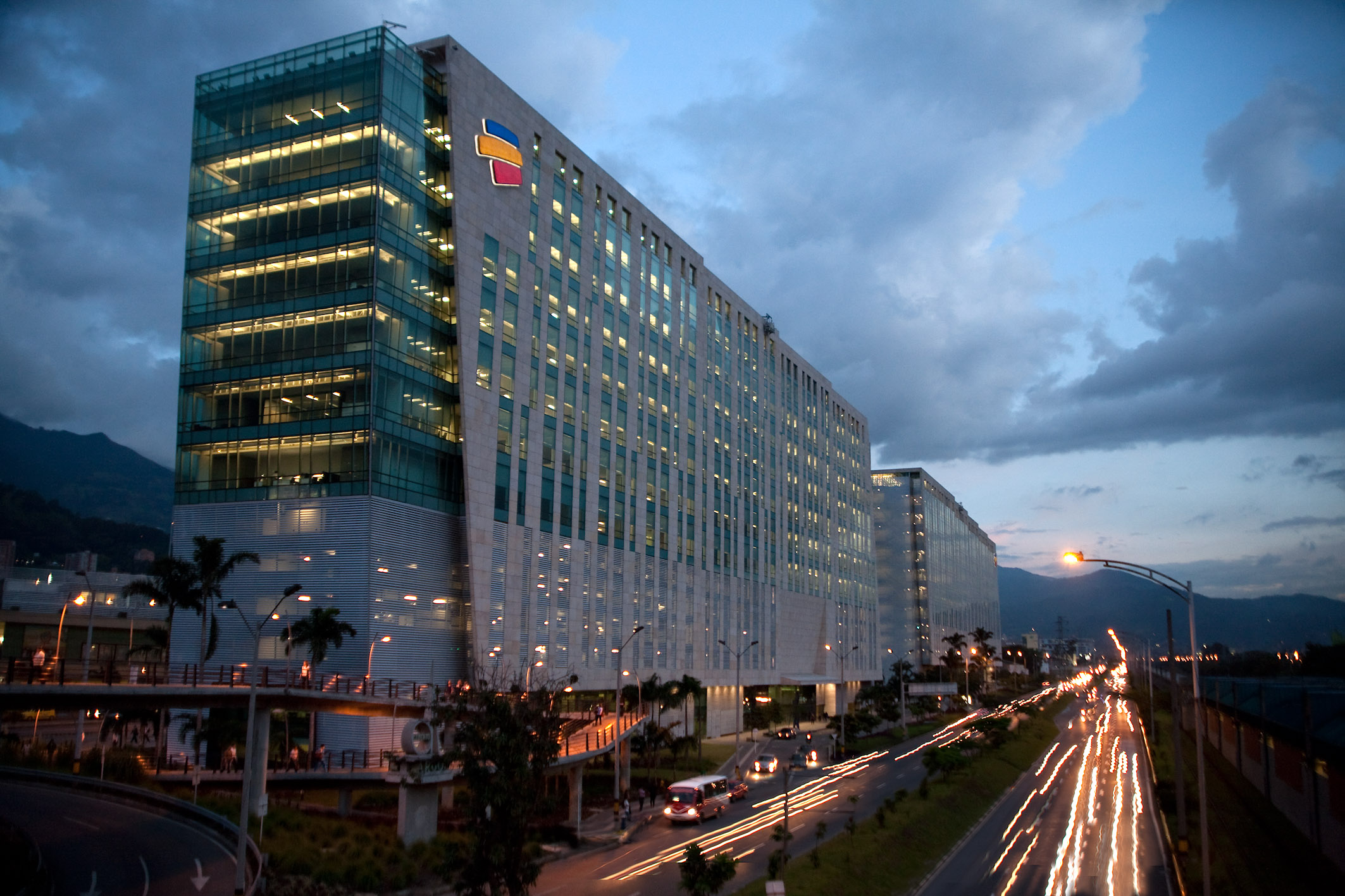
Sede do Bancolombia em Medellín

Historicamente uma economia agrária, a Colômbia se urbanizou rapidamente no século XX. Ao final do século, apenas 22,7% dos trabalhadores eram empregados na agricultura, gerando apenas 11,5% do PIB da nação. 18,7% dos trabalhadores estão empregados na indústria, e 58,5% nos serviços, sendo responsáveis por 36% e 52,5% do PIB, respectivamente. Os principais parceiros comerciais do país são os Estados Unidos (o controverso acordo de livre comércio com os Estados Unidos está atualmente aguardando aprovação pelo Congresso dos Estados Unidos), Venezuela e China. Todas as importações, exportações e o saldo total de comércio estão em níveis recordes, e a entrada de dólares de exportação resultou em uma substancial revalorização do peso colombiano. A economia colombiana cresceu de forma constante na última parte do século XX, com o produto interno bruto (PIB) crescendo a uma taxa média de mais de 4% ao ano entre 1970 e 1998. O país sofreu uma recessão em 1999 (primeiro ano de crescimento negativo desde a Grande Depressão) e a recuperação foi longa e dolorosa. No entanto, o crescimento nos últimos anos tem sido impressionante, atingindo 8,2% em 2007, uma das maiores taxas de crescimento na América Latina. Enquanto isso, a Bolsa de Valores da Colômbia subiu de 1 000 pontos desde sua criação em julho de 2001 para mais de 7 300 pontos em novembro de 2008.
De acordo com estimativas do Fundo Monetário Internacional (FMI), em 2007 o PIB nominal da Colômbia foi de 202,6 bilhões de dólares (37º maior do mundo e o quarto maior da América do Sul). Ajustado pela paridade do poder de compra (PPC), o PIB per capita está em US$ 7 968, colocando a Colômbia na 82ª posição no mundo. Entretanto, na prática, essa riqueza é desigualmente distribuída entre a população do país, o que é muito comum na América Latina, tendo a Colômbia uma alta pontuação no coeficiente de Gini, com números da ONU colocando o país na 119ª posição entre 126 países. Em 2003, os 20% mais ricos da população tinham uma quota de 62,7% do rendimento/consumo e os 20% mais pobres apenas 2,5%. Os gastos do governo respondem por 37,9% do PIB. Quase um quarto desse montante vai para a relativamente elevada dívida governamental do país, estimada em 52,8% do PIB em 2007. Outros problemas enfrentados pela economia incluem a fraca demanda interna e externa, o financiamento do sistema de pensões do país e a taxa de desemprego (10,8% em novembro de 2008). A inflação permaneceu relativamente baixa nos últimos anos, situando-se em 5,5% em 2007.

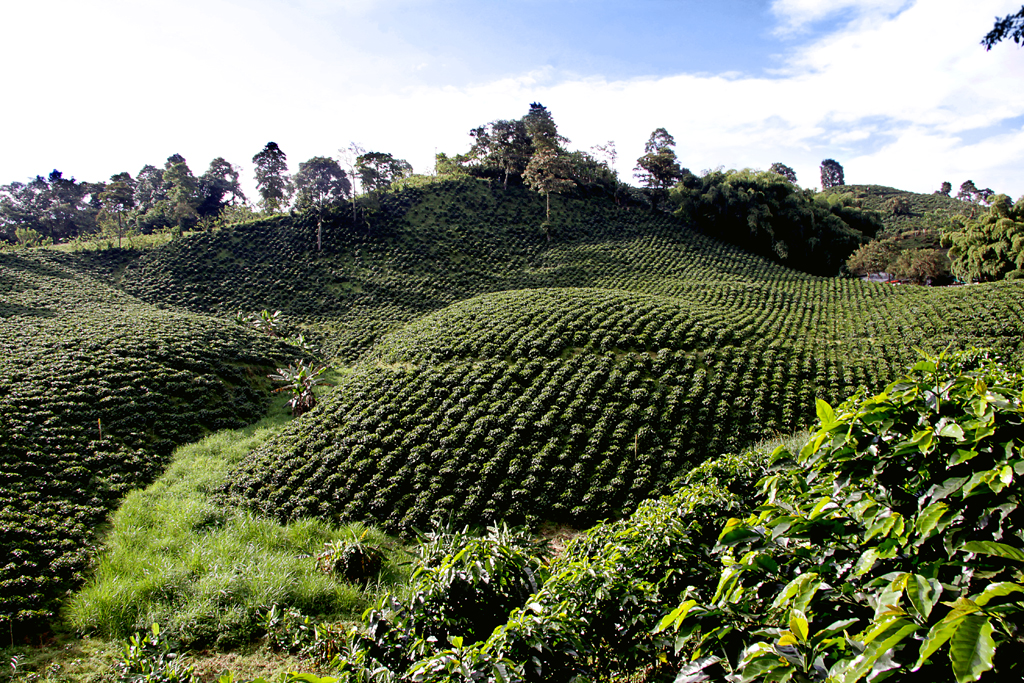
Cafetales, Triângulo do Café. A Colômbia é um dos cinco maiores produtores de café do mundo

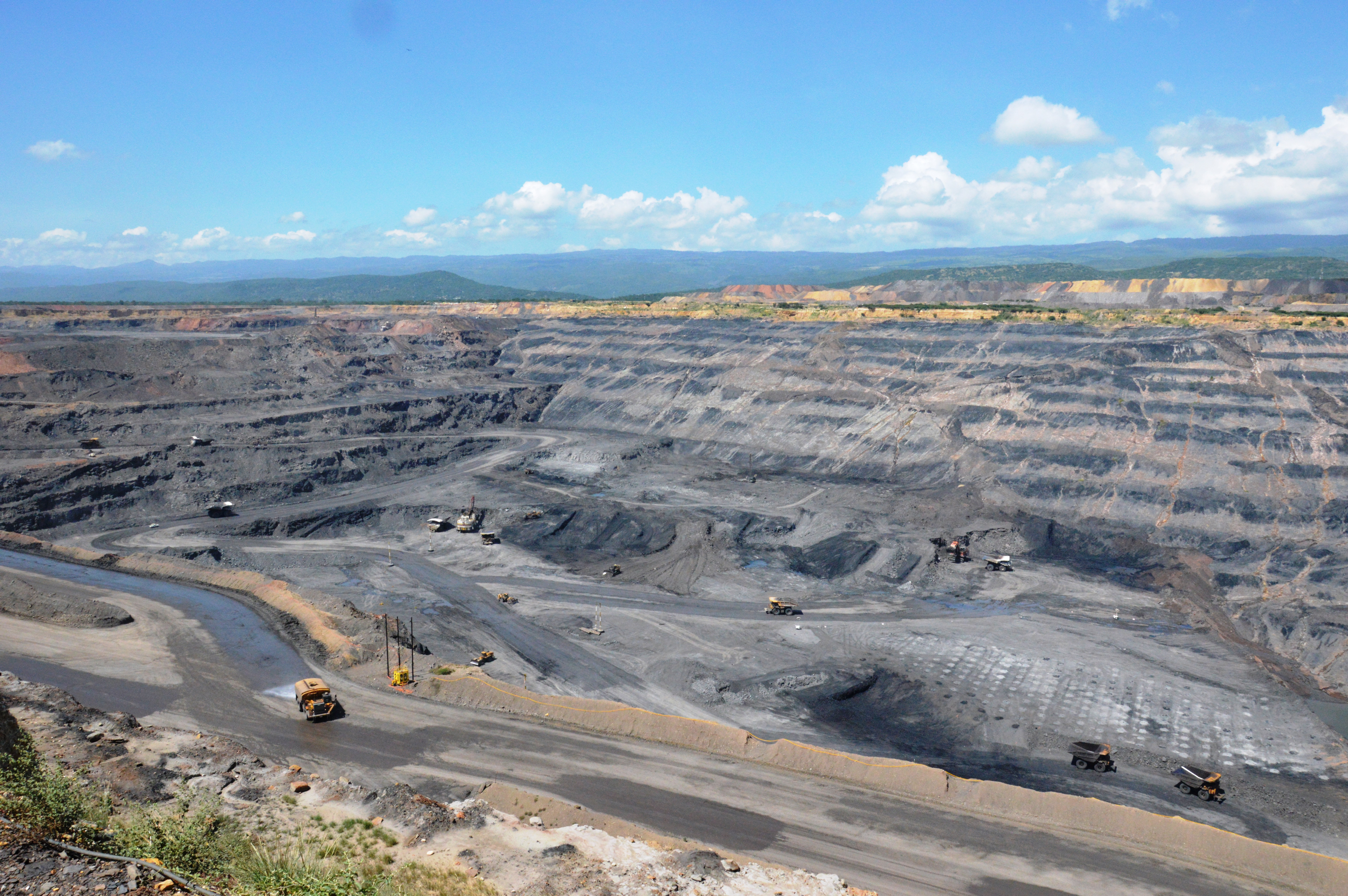
El Cerrejón é a maior mina de carvão em operação na América Latina.

O desempenho econômico foi impulsionado por reformas liberais introduzidas nos anos 1990 e continuou durante a presidência de Álvaro Uribe, cujas políticas incluem medidas destinadas a reduzir o déficit público abaixo de 2,5% do PIB. Em 2008, a Heritage Foundation avaliou a economia colombiana como 61,9% livre, um aumento de 2,3% desde 2007, colocando-a na 67ª posição do mundo e na 15ª entre os 29 países das Américas Central e do Sul. A economia da Colômbia melhorou nos últimos anos, o investimento aumentou, passando de 15% do PIB em 2002 para 26% em 2008, e empresas privadas foram reequipadas. Entretanto, o desemprego em 9,1% e a taxa de pobreza em 28,5% em 2014.
A Colômbia é rica em recursos naturais e suas principais exportações incluem petróleo, carvão, café e outros produtos agrícolas e ouro. Está entre os cinco maiores produtores mundiais de café, abacate e óleo de palma e é um dos 10 maiores produtores mundiais de cana-de-açúcar, banana, abacaxi e cacau. Na pecuária, a Colômbia é um dos 20 maiores produtores do mundo de carne bovina e carne de frango, além de outras produções consideráveis. Em 2019, tinha a 46ª indústria mais valiosa do mundo (US$ 35,4 bilhões), de acordo com o Banco Mundial , voltada à produção de alimentos, roupas, bebidas, máquinas e ao setor de transportes. Em 2018 o país foi o 14º maior produtor mundial de cerveja.
Em 2020, o país era o 20º maior produtor de petróleo do mundo, extraindo 791 000 barris/dia.. O país foi o 19º maior exportador de petróleo do mundo em 2015 (681 000 barris/dia). Na produção de carvão, o país foi o 12º maior do mundo em 2018: 89,4 milhões de toneladas. O país foi o 5º maior exportador de carvão do mundo em 2018, com 84 milhões de toneladas. A produção de ouro do país já era considerável até 2007, quando cresceu mais de 300%, colocando o país entre os 25 maiores produtores de ouro do mundo. A Colômbia também é conhecida como a principal fonte mundial de esmeraldas, enquanto mais de 70% das flores importadas pelos Estados Unidos são colombianas.

### Turismo

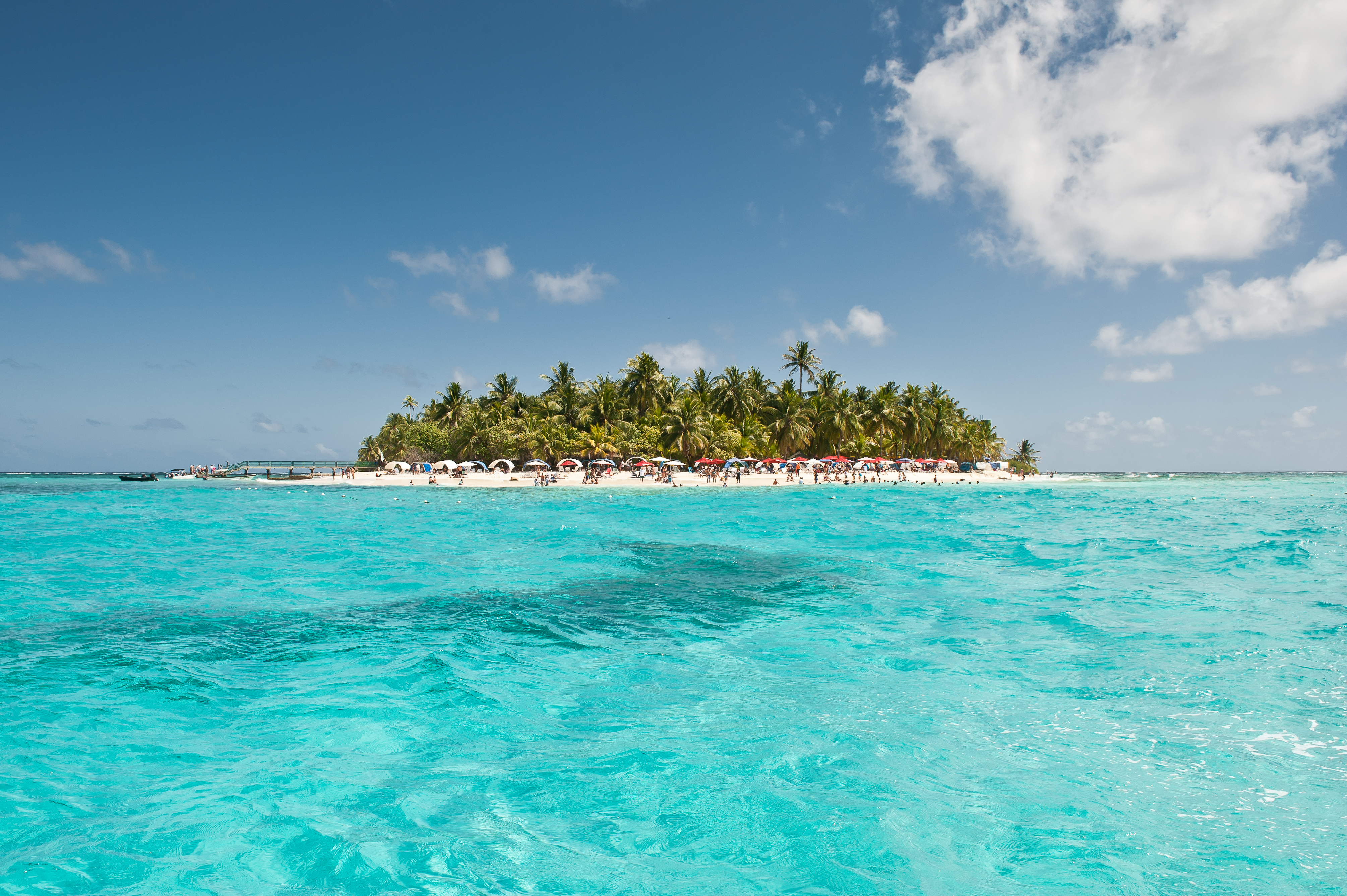
Praia na ilha de Santo André, parte do arquipélago colombiano de Santo André, Providência e Santa Catarina, no Caribe

Durante muitos anos, graves conflitos internos armados dissuadiram os turistas de visitarem a Colômbia, com alertas oficiais de governos contra viagens ao país. No entanto, nos últimos anos, o número de turistas tem aumentado acentuadamente, graças às melhorias na segurança resultantes da estratégia "segurança democrática" do presidente Uribe, que incluiu aumentos significativos na força militar e na presença da polícia em todo o país e empurrou os grupos rebeldes para longe das grandes cidades, estradas e locais turísticos capazes de atrair visitantes internacionais. Estima-se que as visitas de turistas estrangeiros aumentaram de 0,5 milhão em 2003 para 1,3 milhão em 2007, enquanto a Lonely Planet escolheu a Colômbia como um dos seus dez principais destinos mundiais de 2006. O Ministro da Indústria, do Comércio e do Turismo da Colômbia, Luis Guillermo Plata, disse que seu país recebeu 2 348 948 visitantes em 2008. Ele estava esperando 2 650 000 turistas para 2009.
As atrações turísticas mais populares incluem o distrito histórico de Candelaria no centro de Bogotá, a cidade murada e as praias de Cartagena, as cidades coloniais de Santa Fe de Antioquia, Popayán, Villa de Leyva e Santa Cruz de Mompox, o Santuário de Las Lajas Sé e Catedral de Sal de Zipaquirá. Os turistas também são atraídos por inúmeros festivais na Colômbia, como o Festival de Flores de Medellín, o Carnaval de Barranquilla, o Carnaval de Negros e Brancos em Pasto e o Festival de Teatro Ibero-Americano em Bogotá. Também por causa do melhor estado da segurança no país, os navios de cruzeiro do Caribe, agora param em Cartagena e Santa Marta. A grande variedade de geografia, flora e fauna em toda a Colômbia também resultou no desenvolvimento de uma indústria de ecoturismo, concentrados em parques nacionais do país. Os destinos ecoturísticos mais populares incluem: o litoral do Caribe, o Parque Nacional Natural Tayrona na Sierra Nevada de Santa Marta e na Serra do Cabo de la Vela na ponta da Península de La Guajira, o vulcão Nevado del Ruiz, vale Cocora e o deserto Tatacoa na região central andina; o Parque Nacional de Amacayacu na bacia do rio Amazonas, e as ilhas do Pacífico Malpelo e Gorgona. A Colômbia é o lar de sete Patrimônios Mundiais da UNESCO.

## Infraestrutura

### Transportes

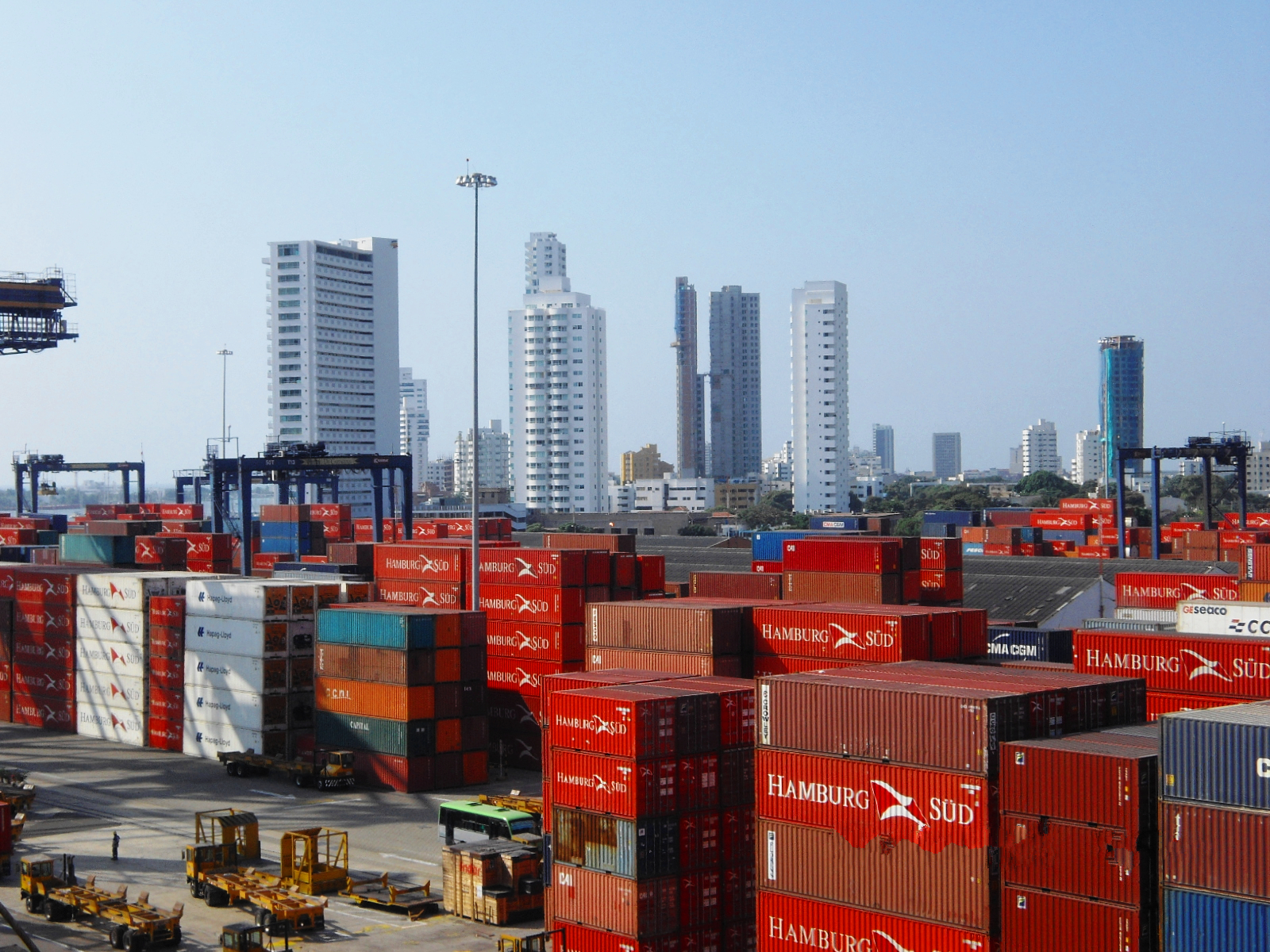
Porto da cidade de Cartagena das Índias

A Colômbia tem uma rede de estradas nacionais mantida pelo Instituto Nacional de Vias (INVIAS), órgão do governo no âmbito do Ministério dos Transportes. A Rodovia Pan-americana percorre a Colômbia, ligando o país com a Venezuela a leste e com o Equador ao sul. Em 2021 a Colômbia tinha 204 389 km de rodovias, sendo 32 280 km pavimentados. No final de 2017 o país possuía cerca de 2 100 km de rodovias duplicadas.
O principal aeroporto da Colômbia é o Aeroporto Internacional El Dorado, em Bogotá. É o aeroporto mais movimentado da América Latina em número de voos e em peso das mercadorias transportadas. Várias companhias aéreas nacionais (Avianca, AeroRepública, AIRES, Satena e EasyFly), e as companhias aéreas internacionais (como a Iberia, American Airlines, Varig, Copa Airlines, Continental Airlines, Delta Airlines, Air Canada, Air France, Aerolíneas Argentinas, Aerogal, TAME, TACA) operam a partir de El Dorado. Devido à sua localização central na Colômbia e na América, é preferido pelos prestadores Nacional de Transportes Terrestres, bem como fornecedores nacionais de transporte aéreo internacional.

### Saúde

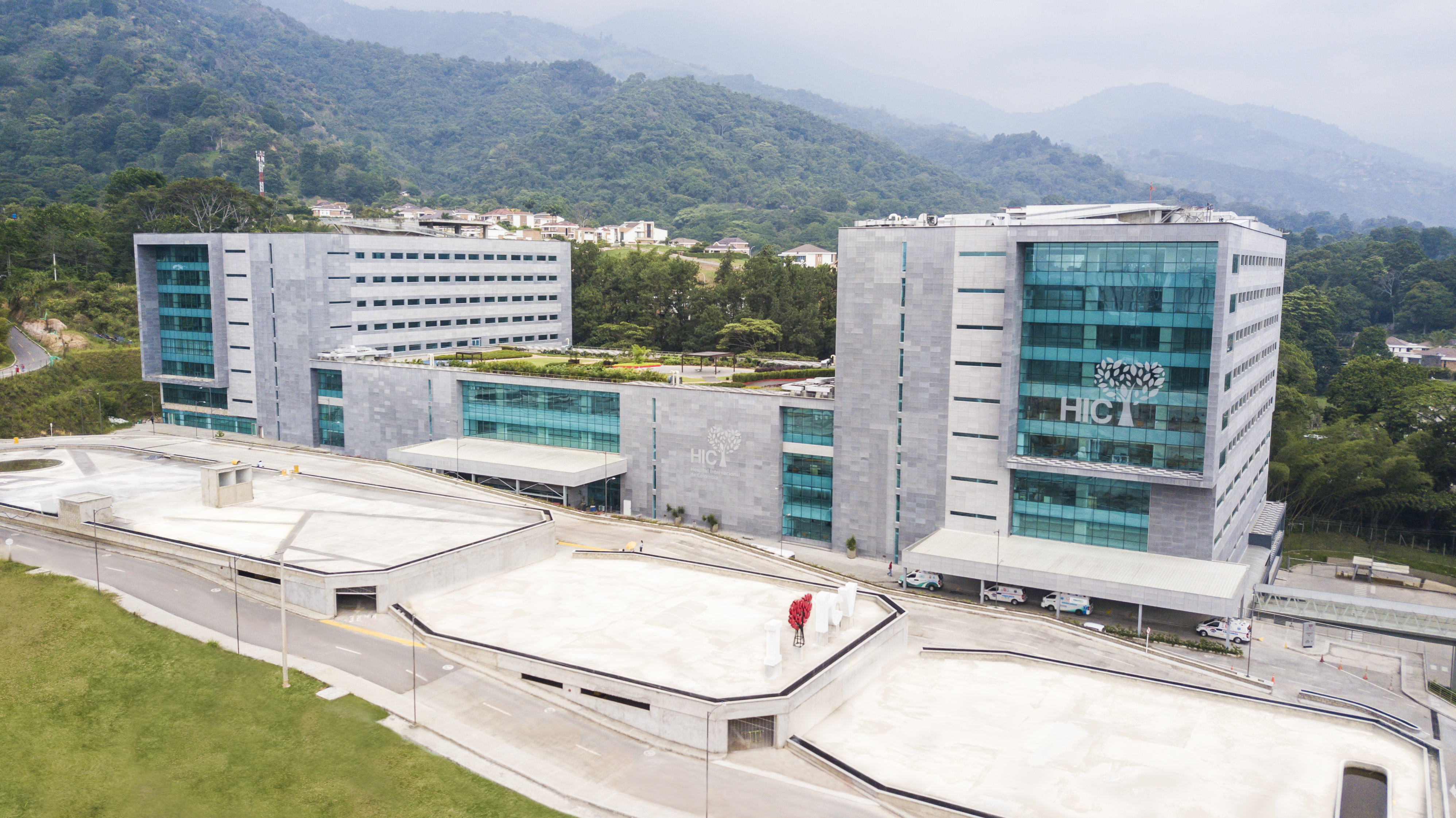
Hospital Internacional da Colômbia, na região de Bucaramanga

A expectativa de vida ao nascer em 2005 foi de 72,3 anos; 2,1% da população não atinge a idade de 5 anos e 9,2% não chega aos 40 anos de idade. As condições de saúde na Colômbia têm melhorado muito desde a década de 1980. A reforma de 1993 transformou a estrutura do financiamento da saúde pública, a inversão do ónus da subvenção dos fornecedores para os usuários. Como resultado, os empregados têm sido obrigados a pagar planos de saúde em que os empregadores também contribuem. Embora este novo sistema tenha ampliado a cobertura da população pelo sistema de segurança social e de saúde de 21% (pré-1993) para 56% em 2004 e 66% em 2005, persistem disparidades de saúde, com os pobres continuando a sofrer as taxas de mortalidade relativamente elevadas. Em 2002, a Colômbia tinha 58 761 médicos, 23 950 enfermeiros e 33 951 dentistas; estes números equivalem a 1,35 médicos, 0,55 enfermeiros e 0,78 dentistas por mil habitantes, respectivamente. Em 2005, a Colômbia tinha apenas 1,1 médicos por mil habitantes, em comparação com a média latino-americana de 1,5. O setor da saúde teria se deteriorado pela corrupção, incluindo a má alocação de recursos e evasão de contribuições para o fundo de saúde.

### Educação

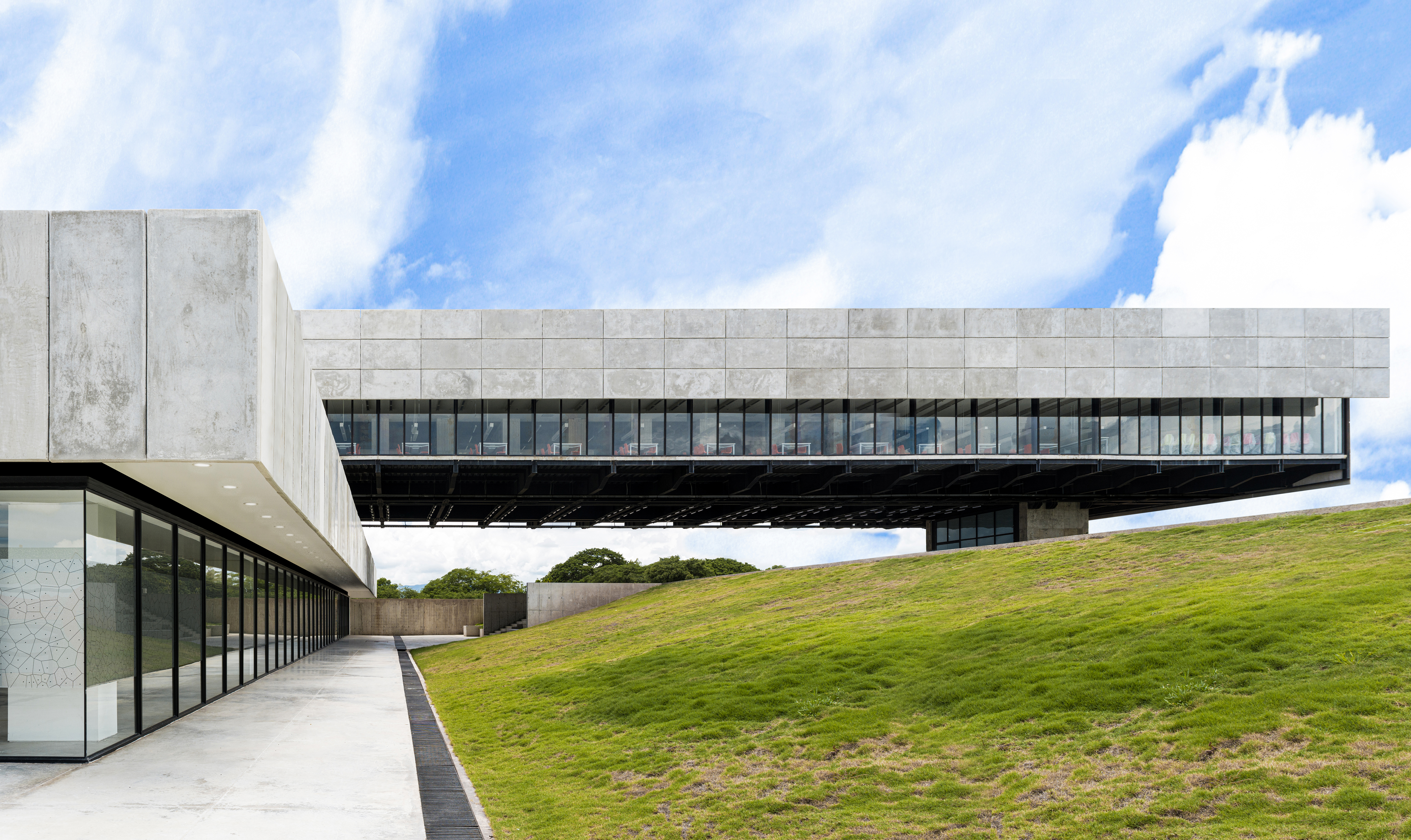
Biblioteca do campus de La Paz da Universidade Nacional da Colômbia

O Ministério da Educação da Colômbia é o órgão responsável pela coordenação do sistema nacional de educação e as secretarias de educação das regiões são responsáveis pela administração do serviço e supervisão. A educação formal é composta por níveis de educação pré-escolar (três graus), básicos (nove graus), o ensino médio (duas séries) e ensino superior, que é assumido em parte pelo Estado, através de várias organizações, como a chamada "Cidades Universitárias" localizadas nas grandes cidades, embora cerca de 70% das instituições de ensino superior existentes na Colômbia sejam privadas. O sistema incorpora também as escolas militares, onde os homens e as mulheres podem obter um diploma do ensino médio, dando-lhes formação militar de reservistas, comandados por oficiais em formação e/ou oficiais não comissionados das Forças Armadas nos últimos três anos do ensino médio.
A ciência e a tecnologia são desenvolvidas principalmente por universidades públicas na Colômbia e ao nível do Estado, sob os auspícios do governo colombiano por meio do Departamento de Administração de Ciência e Tecnologia, o Colciencias. A Colômbia não investe o suficiente em ciência e tecnologia para fazer uma impacto significativo sobre a economia, no entanto, há o interesse em desenvolver este setor a nível local através da criação de parques tecnológicos em áreas como energia, saúde, software, agronegócio (em Portugal, agroindústria) e biotecnologia.

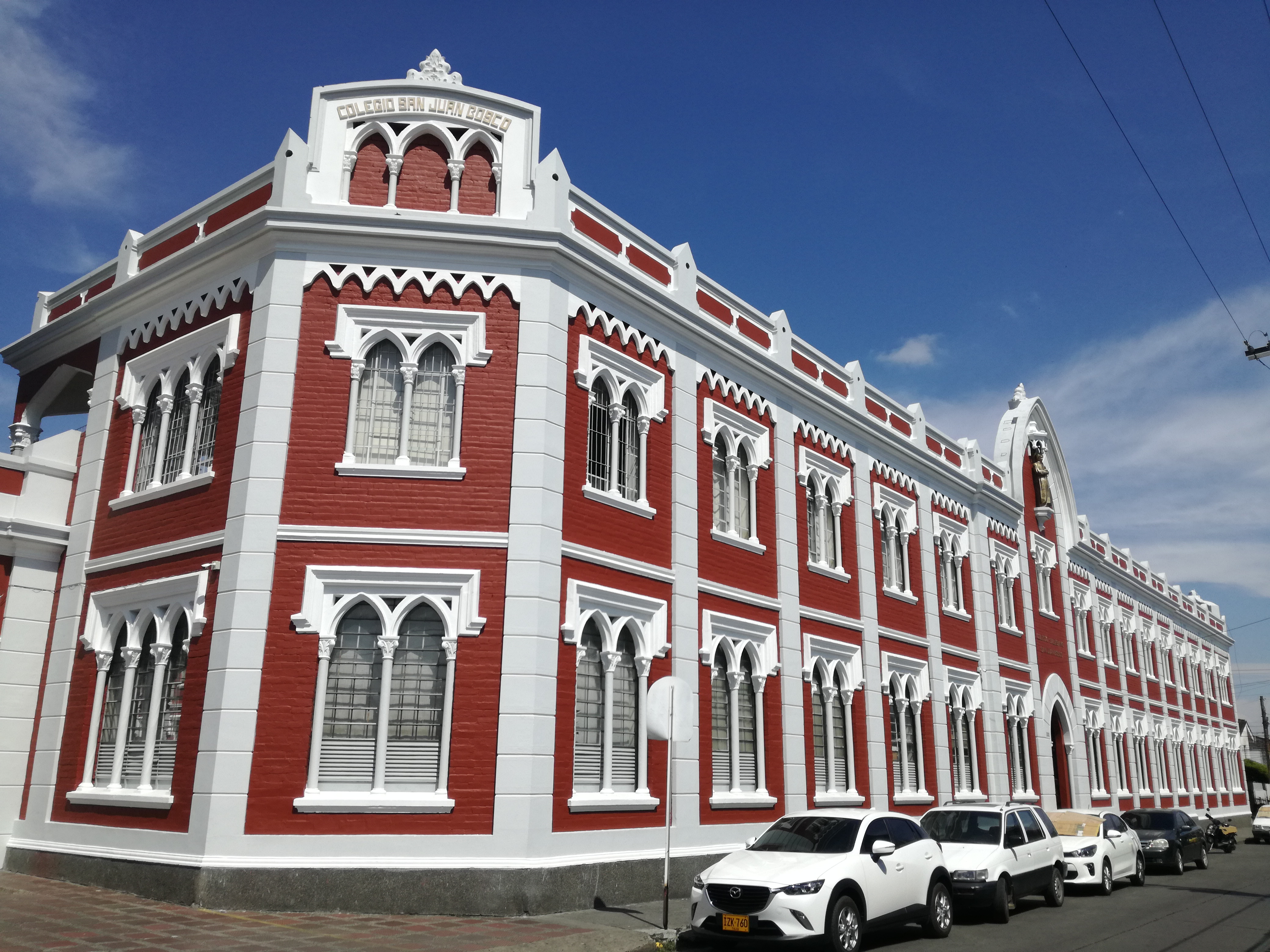
Colégio San Juan Bosco no centro de Tuluá

A taxa total de alfabetização da população adulta em 2018 foi de aproximadamente 95,09%, sendo 94,85% para os homens e 95,32% para as mulheres. A taxa de alfabetização entre a população jovem chega a 98,85%, sendo 99,07% entre mulheres jovens e 98,63% entre homens jovens. Na classificação da taxa de alfabetização, a Colômbia é o 68º país no ranking da taxa de alfabetização. A Colômbia ficou em 57º lugar entre 70 nações avaliadas nos testes PISA em 2015.
O ensino superior é ministrado em dois níveis: graduação e pós-graduação. A graduação tem, por sua vez, três níveis de formação: nível técnico profissional (relacionado aos programas técnicos profissionais), nível tecnológico (relacionado aos programas tecnológicos), nível profissional (relacionado aos programas profissionais universitários). Na pós-graduação são reconhecidas especializações, mestrados e doutorados. 182 O ensino superior é avaliado por meio dos Testes Saber (ICFES). Os Testes T&T Saber avaliam as competências genéricas e as competências específicas comuns de alunos de programas técnicos e tecnológicos que passaram em 75% dos créditos acadêmicos. O Saber Pro Tests é um exame que testa as competências dos alunos que estão cursando o último ano dos programas de graduação em instituições de ensino superior.

### Telecomunicações

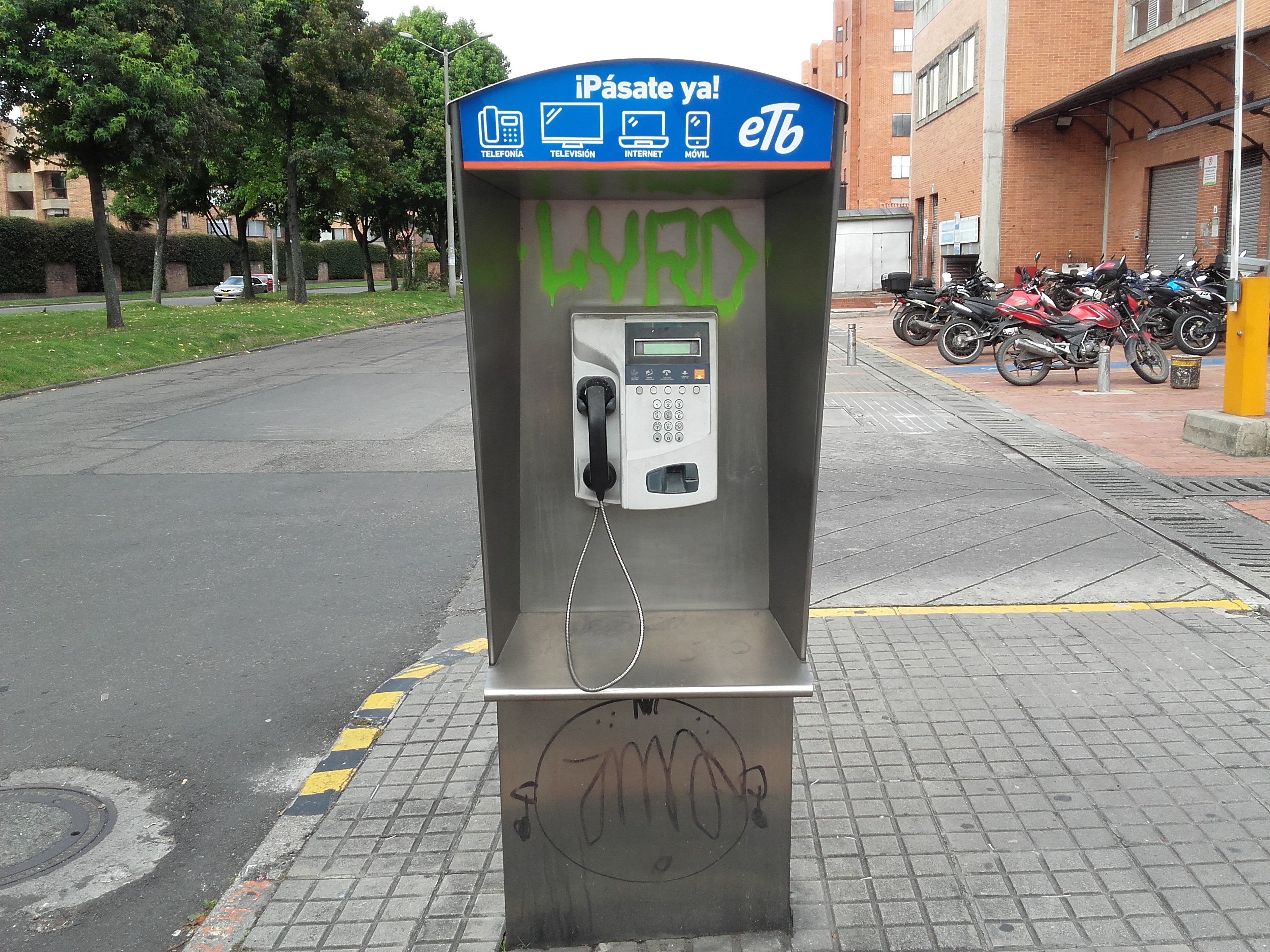
Telefone público em Bogotá

O setor de telecomunicações na Colômbia é regulamentado pelo Ministério das Tecnologias da Informação e das Comunicações da Colômbia, através do Regulamento de Comunicações (CRC). Em 2012, havia 6,291 milhões de linhas fixas reportadas e, em 2011, 47 800 000 assinantes de telefonia móvel, o que equivale a uma cobertura de 103% da população. O domínio de topo de código do país (ccTLD) sobre a Internet é .co, sendo que este foi gerido pela Universidade dos Andes entre 1991 e 2004, quando o Conselho de Estado determinou que o gerenciador de domínio colombiano deve ser elaborado pelo Ministério das Comunicações. Em setembro de 2009, ele foi premiado com um contrato de concessão a.CO Internet SAS, a fim de gerenciar o domínio. Em 2011, o número de usuários de Internet no país foi estimado em 25 milhões, com uma taxa de 56% de participação do total da população, a terceira maior da América Latina. Da mesma forma, o número de assinantes de internet de banda larga chegou a 2,3 milhões, uma taxa de 5,1% de adesão.

## Cultura

### Música

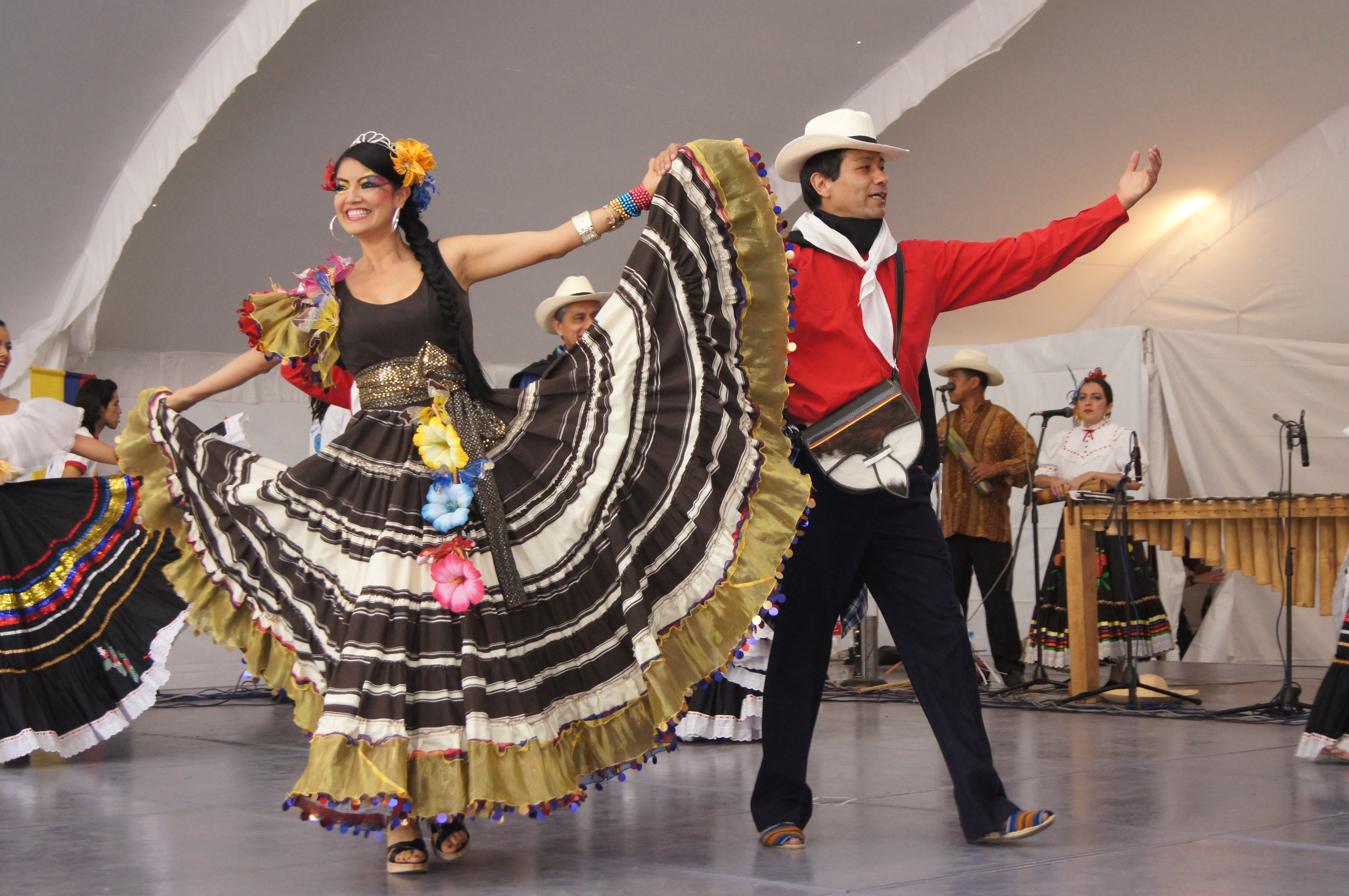
Dança folclórica colombiana

A Colômbia é berço de diversos gêneros musicais, tais como a Cúmbia, o Bambuco, e o Vallenato. Os diferentes gêneros de música popular da Colômbia são influenciados por elementos espanhóis, ameríndios e africanos, bem como outras correntes da América Latina que têm feito da música colombiana uma das mais ricas da região, levando ao reconhecimento vários de seus artistas. A música colombiana é promovida principalmente pelo apoio de grandes gravadoras, empresas independentes e, em menor medida, o governo da Colômbia, através do Ministério da Cultura. De forma descentralizada, o Sistema Nacional de Cultura, por meio do Conselho Nacional de Música, aconselha o Governo sobre assuntos musicais e em nome de cada uma das seis regiões do país.
A Sociedade de Autores e Compositores da Colômbia (SAYCO) e a Associação Colombiana de intérpretes e produtores de fonogramas (Acinpro) são as organizações responsáveis pela coleta e distribuição de direitos econômicos, causadas pelo uso das obras, para os seus membros e autores estrangeiros, que são filiados à Confederação Internacional das Sociedades de Autores e Compositores (CISAC). Muitos gêneros musicais estrangeiros têm alcançado sucesso comercial no país, o que os torna bastante difundidos, através de estações de rádio nacionais. Entre esses gêneros, podem ser citados o merengue, salsa, rock, pop, lambada, entre outros. Apesar da origem estrangeira de tais gêneros, culturalmente estes tem tido influência significativa na Colômbia. Nesse sentido, esses gêneros musicais têm representantes em atividade no país. O gênero de origem colombiana que alcançou maior sucesso comercial, até hoje, é o vallenato.
A partir de fusões entre muitos desses gêneros, existem novos gêneros no país, como o tropipop e champeta. O jazz é um gênero que aparece no país desde a década de 1920, com especial importância em cidades como Barranquilla, Cartagena, Bogotá, Cali e Medellin, através da rádio, cinema e clubes sociais. Os países tem diversos festivais de jazz, como o Jazz no Parque, que acontece em Bogotá desde 1996, o Barranquijazz, de Barranquilla, o Festival Internacional de Jazz em Medellín, entre outros.

### Literatura

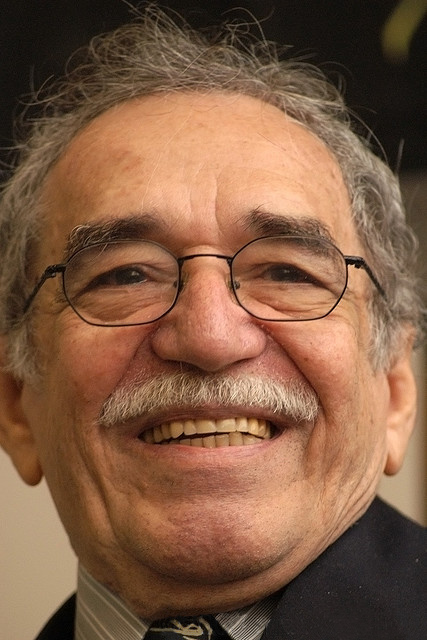
Gabriel García Márquez, ganhador do Prêmio Nobel da Literatura

A Colômbia é pátria de diversos escritores de renome internacional, destacando-se entre estes Gabriel García Márquez, Prêmio Nobel da Literatura, autor de livros como Cem Anos de Solidão, Crônica de uma Morte Anunciada e O Amor nos Tempos do Cólera. Também são importantes na literatura do país autores como Jorge Isaacs (autor de poemas, poesias e apenas um romance) e José María Vargas Vila. Jesus Martín-Barbero é escritor espanhol, mas vive no país desde 1963, aos 26 anos de idade.

### Cinema
O cinema colombiano tem suas origens voltadas ao ano de 1897, sendo pouco rentável e com um destaque modesto ao longo de sua história. Durante as primeiras décadas do século XX, algumas empresas mantiveram um nível constante de produção, mas a falta de apoio financeiro e a forte concorrência estrangeira contribuíram para uma diminuição significativa nas iniciativas de produções nacionais. A Compañía de Fomento Cinematográfico (Focine) foi criada na década de 1980, permitindo que algumas produções colombianas fossem realizadas. No entanto, a organização teve de ser fechada no início dos anos 1990. Uma lei de incentivo à produção cinematográfica nacional, aprovada em 2003, tem garantido a manutenção da indústria de cinema no país, assim como a realização e produção de filmes e curta-metragens.

### Culinária

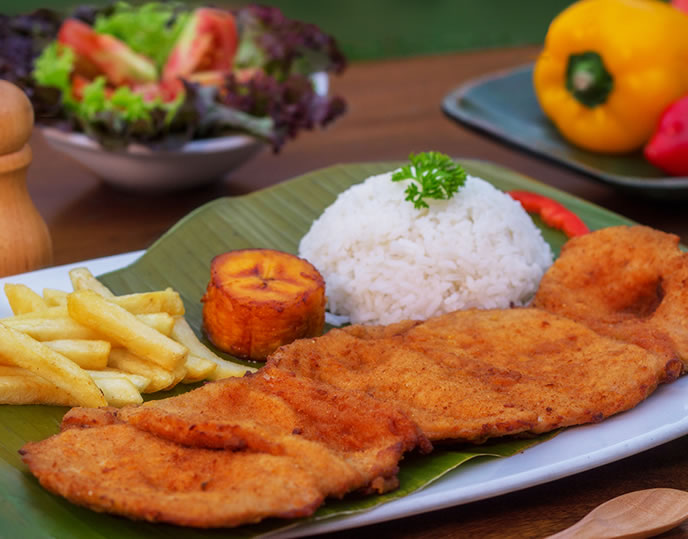
Valluna, um prato típico da região do Valle del Cauca

A culinária colombiana tem forte presença do milho além de outros tubérculos. Uma fruta comum nos pratos do país é o abacate. Os pratos típicos também levam maior quantidade de temperos, porém não tanto como nas culinárias indiana ou mexicana, por exemplo. A mandioca também está presente em diversos pratos. A bebida mais comum e a marca da culinária no país é o café. A gastronomia colombiana varia em cada uma de suas regiões. Na região amazônica, a culinária é caracterizada por ser à base de peixe, sendo o pirarucu um dos mais consumidos. Um dos pratos mais representativos desta região é a patarashca, um filé de peixe temperado com alho, pimentão e cebola e assado envolto em folhas de bananeira; quase sempre acompanhada por banana frita e farinha de mandioca.
Na região de Paisa, o prato típico principal é a bandeja paisa, se destacando também a antioquia sancocho, hogao, antioquia tripe e pegao, enquanto em Valle del Cauca, o ensopado de frango, o arroz atolado e o pandebono são mais consumidos.

### Esportes
Alguns dos esportes mais praticados na Colômbia são a patinação e o futebol, sendo este o desporto mais popular. A melhor participação do país em Olimpíadas, foi em 2000, quando María Isabel Urrutia ganhou o ouro no halterofilismo, na categoria 75 kg. A Seleção de futebol representa o país nas competições da FIFA e da CONMEBOL. A Colômbia venceu a Copa América em 2001. Também nasceu na Colômbia o ex-piloto de Formula 1, Juan Pablo Montoya. No futebol colombiano, destacam-se muitos jogadores tais como Carlos Valderrama, René Higuita, Falcão García e James Rodríguez que disputou o prêmio de melhor do mundo de 2014 e James Rodriguez que é considerado um dos melhores jovens futebolistas, além do árbitro da FIFA Óscar Ruiz.

### Feriados
| Data           | Nome em português  | Nome local             | Observações           |
| -------------- | ------------------ | ---------------------- | --------------------- |
| 1 de Janeiro   | Ano novo           | Año Nuevo              | Feriado internacional |
| 1 de Maio      | Dia do trabalhador | Día del Trabajo        | Feriado internacional |
| 20 de Julho    | Independência      | Grito de Independencia |                       |
| 7 de Agosto    | Batalha de Boyacá  | Batalla de Boyacá      |                       |
| 25 de Dezembro | Natal              | Navidad                | Feriado internacional |